# Uruguai
|  | Per a altres significats, vegeu «Uruguai (desambiguació)». |

L'Uruguai, oficialment la República Oriental de l'Uruguai (República Oriental del Uruguay, en castellà), és un estat sobirà d'Amèrica del Sud situat entre el Brasil i l'Argentina. Limita al sud-est amb l'oceà Atlàntic, al nord-est amb l'estat brasiler de Rio Grande do Sul, al nord-oest amb la província argentina d'Entre Ríos i a l'oest amb el Riu de la Plata. Té una superfície d'uns 176.220 km² (comparable a la dels Països Baixos, Suïssa i Dinamarca junts), dels quals el 75% són prats i el 25%, boscos. És el segon estat independent més petit de Sud-amèrica, després de Surinam, i el catorzè més gran d'un total de 36 països i territoris americans. La seva població el 2011 és d'uns 3.286.314, i la capital i ciutat més gran és Montevideo.
Té un clima temperat amb variacions de temperatura motivades pels règims dels vents. Les pluges, força abundants, es reparteixen uniformement al llarg de tot l'any. Els principals recursos econòmics són l'agricultura i la ramaderia. Els recursos minerals i energètics són escassos, i les principals indústries són les del paper i el cartró, el ciment i les refineries de petroli.
Segons les Nacions Unides és el país de Llatinoamèrica amb el nivell d'alfabetització més alt. Segons un estudi de l'organització Transparència Internacional és el segon país de Llatinoamèrica (després de Xile) amb el menor índex de percepció de la corrupció. Segons el Programa de les Nacions Unides per al Desenvolupament (PNUD), des de l'any 1980 és el tercer país de Llatinoamèrica (després de l'Argentina i de Xile) que té el major Índex de Desenvolupament Humà (IDH) i el 48è al món. També és el país llatinoamericà (juntament amb Costa Rica) amb la distribució d'ingressos més equitativa, en què tant la població més rica com la més pobra representen només un 10% de la societat, respectivament. També és el quart país de Llatinoamèrica (després de Cuba, Costa Rica i Xile) amb l'esperança de vida més alta. El 2006 era el segon país de Mercosur (després de l'Argentina) amb el PIB (PPA) per capita més alt.
Un informe de la revista Reader's Digest el situa dins dels deu països més verds del món, ocupant la novena posició d'una llista que encapçalen estats com Finlàndia, Islàndia i Noruega.
La Corporació Latinobarómetro, en un estudi realitzat el 2008, el situa com el país més pacífic d'Amèrica Llatina. A més a més, segons la revista nord-americana International Living, es troba entre els vint països més segurs del món i és el millor d'Iberoamèrica per viure-hi.
El país és conegut per ser pioner en mesures relacionades amb els drets civils i la democratització de la societat. El 1907 va ser el primer país que va legalitzar el divorci i, el 1932, el segon país d'Amèrica que va concedir el dret de vot a les dones. L'any 2007, va ser el primer país sud-americà a legalitzar les unions civils entre persones del mateix sexe i a permetre l'adopció homoparental. El 2013, el país es va convertir en la segona nació sud-americana que va aprovar el matrimoni entre persones del mateix sexe i la primera del món a legalitzar el cultiu, la venda i el consum de cànnabis, fet que va portar la revista britànica The Economist a classificar l'Uruguai com a «país de l'any» en 2013.

## Toponímia

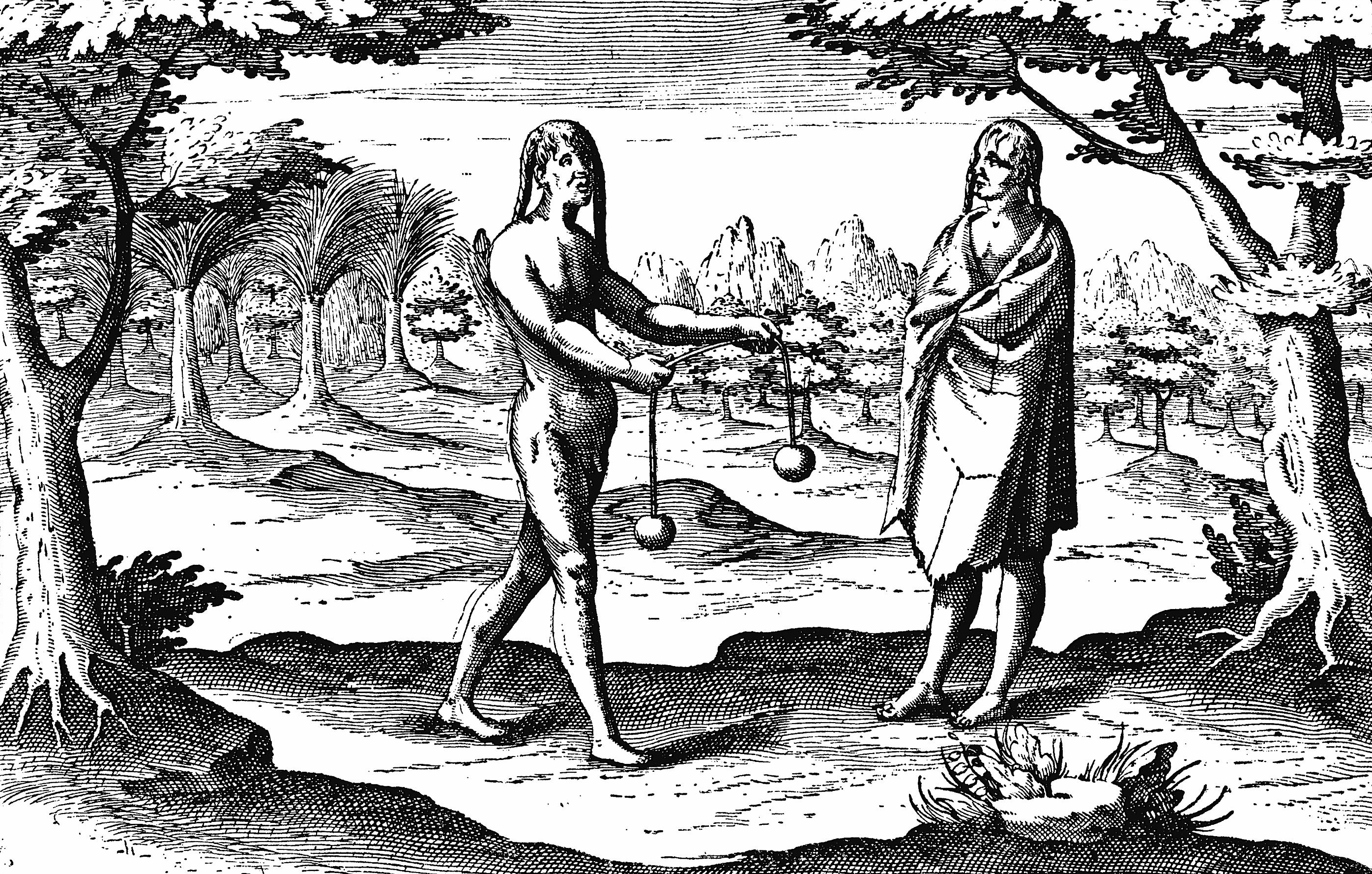
Riu de la Plata, ca. 1600.

El nom de l'Uruguai prové del guaraní, la llengua del poble nadiu de la regió, tot i que el seu significat no acaba de quedar clar. Segons Félix de Azara, el nom prové d'un petit ocell anomenat "urú", que habita les costes uruguaianes, i el nom uruguai significaria llavors "riu del país de l'urú". No obstant això, un col·laborador d'Azara ofereix una altra versió, dividint la paraula en uruguá, que significa "caragol", i í, que significa "riu", per tant voldria dir "riu dels caragols". El poeta Juan Zorrilla de San Martín li dona el significat de "riu dels ocells pintats".
Durant l'època colonial es va conèixer el país com la Banda Oriental, en referència a la riba oriental del riu Uruguai. En els primers anys de la lluita independentista se'l va denominar Província Oriental, com a part de les anomenades Províncies Unides del Riu de la Plata. En crear-se la primera Constitució del país com a nació independent, que va entrar en vigor el 1830, es va afegir al nom del país la referència al riu Uruguai. Amb el temps aquest afegit ha esdevingut la denominació habitual del país. Això no obstant, els habitants del país acostumen a anomenar-se a ells mateixos uruguayos (uruguaians) o orientales (orientals) de forma indiferent.

## Geografia física

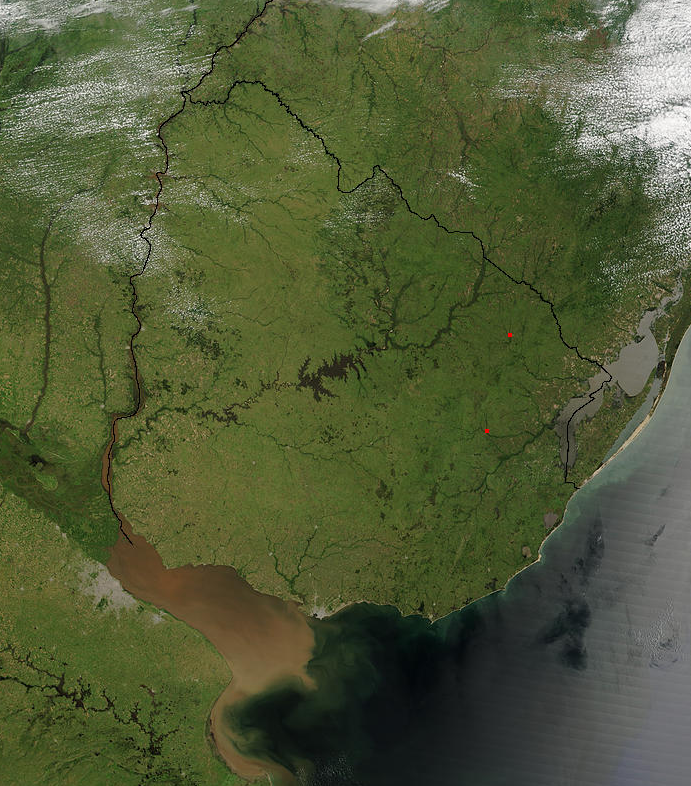
Imatge de satèl·lit de l'Uruguai

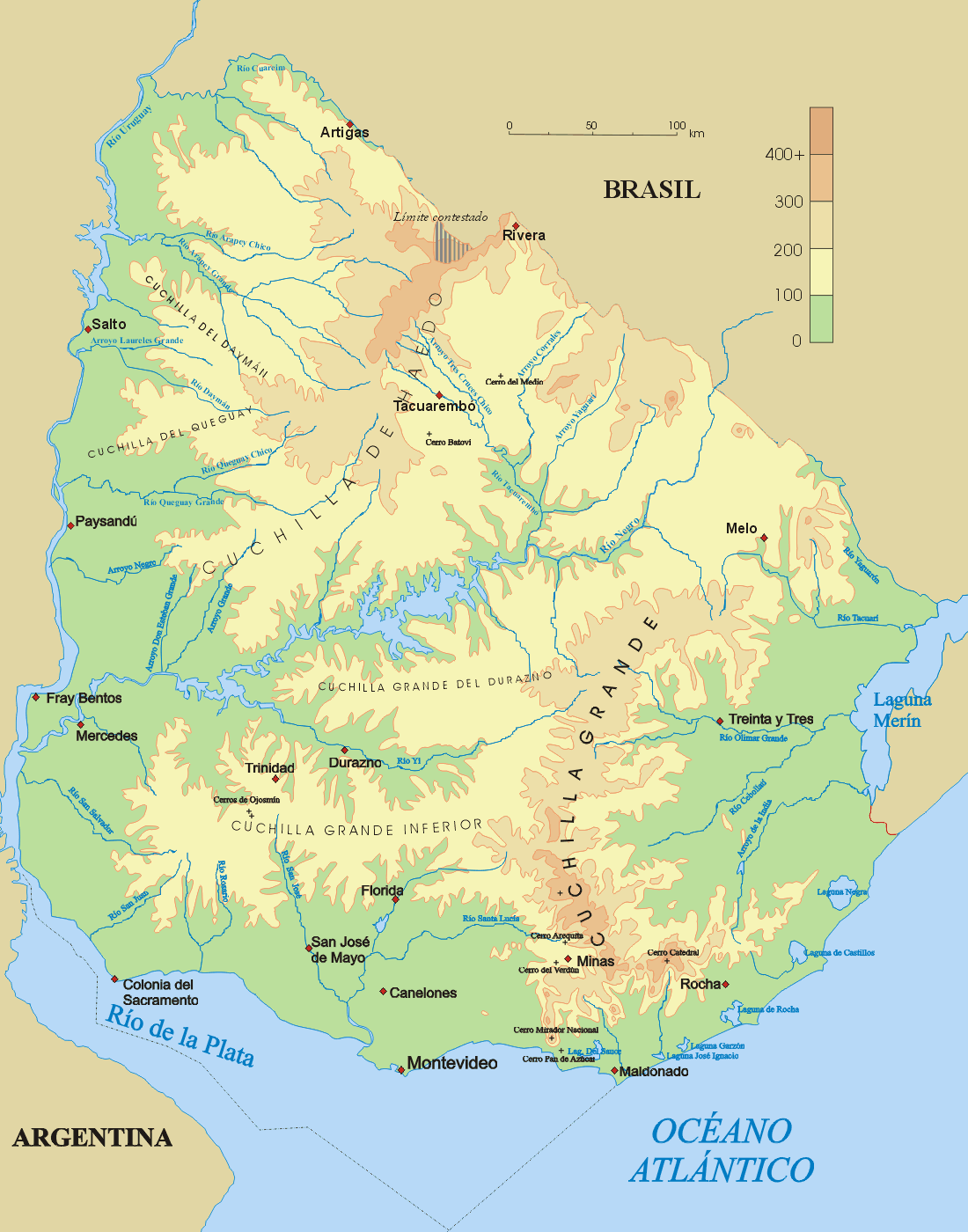
Mapa físic de l'Uruguai

Amb una superfície terrestre de 176.215 km² -dels quals 175.016 km² són la suma total dels departaments i 1.199 km² comprenen la suma dels llacs artificials del Riu Negro-, exerceix a més la seva sobirania sobre diverses illes al riu Uruguai, amb un total de 105 km²; 16.799 km² d'aigües jurisdiccionals (riu Uruguai, riu de la Plata i llacuna Merín) i una àrea de mar territorial de 125.057 km² (vegeu Punts extrems de l'Uruguai). Al seu torn, l'Uruguai manté dues disputes territorials amb el Brasil sobre els territoris coneguts com a Ilha Brasileira i Rincón de Artigas, que ocupen una àrea de 237 km². L'àrea total del territori uruguaià inclou 318.413 km².
El relleu està vinculat al sud, a les terres de les Pampes i està constituït per vastes planes ondulades i solcades per turons d'escassa elevació coneguts com a cuchillas. Les més importants són les que pertanyen a la Cuchilla de Haedo i a la Cuchilla Grande. El seu punt més elevat és el turó Catedral, amb 514 msnm.
La conca hidrogràfica més important és la del riu Uruguai, que es fa servir com a via de comunicació amb els altres països veïns. La conca del Riu de la Plata està formada per rius de curs curt. La conca de la llacuna Merín la integren els rius Yaguarón, Tacuarí i d'altres.
El clima és temperat al sud i subtropical al nord del país, les pluges són abundants i es reparteixen entre primavera-estiu i tardor. El 75% del territori és terreny de pastures. Els boscos són escassos (25% del territori).

### Hidrografia
La xarxa de rius i rierols que s'estenen per tot el país nodreix el terra i proveeix els cultius, a més d'afavorir el creixement de pastura idònia per a la cria de bestiar i altres animals de granja.
El riu Uruguai, que serveix de límit natural amb la veïna Argentina, al costat del Riu de la Plata, el riu Santa Lucía i el riu Negro, representen les fonts d'aigua més importants del territori nacional. En el cas del Riu de la Plata, que separa el país de Buenos Aires, constitueix en si mateix un atractiu turístic. S'estén des de la costa de Colonia del Sacramento fins a Punta del Este, al departament de Maldonado, incloent-hi una extensió aproximada de 300 km de platges i ports fluvials, entre els quals, el de Montevideo.
El riu Santa Lucía, que neix al departament de Lavalleja, i s'estén per Florida, Canelones, Montevideo i San José en una àrea de 14.200 km², serveix de límit natural entre aquests dos darrers departaments i proveeix d'aigua potable i energia elèctrica aproximadament la meitat del país. És una via aquàtica per la qual passen embarcacions i càrregues amb destinació a les principals ciutats uruguaianes, i és ric en fauna marina, per la qual cosa la pesca és habitual al seu dragatge.

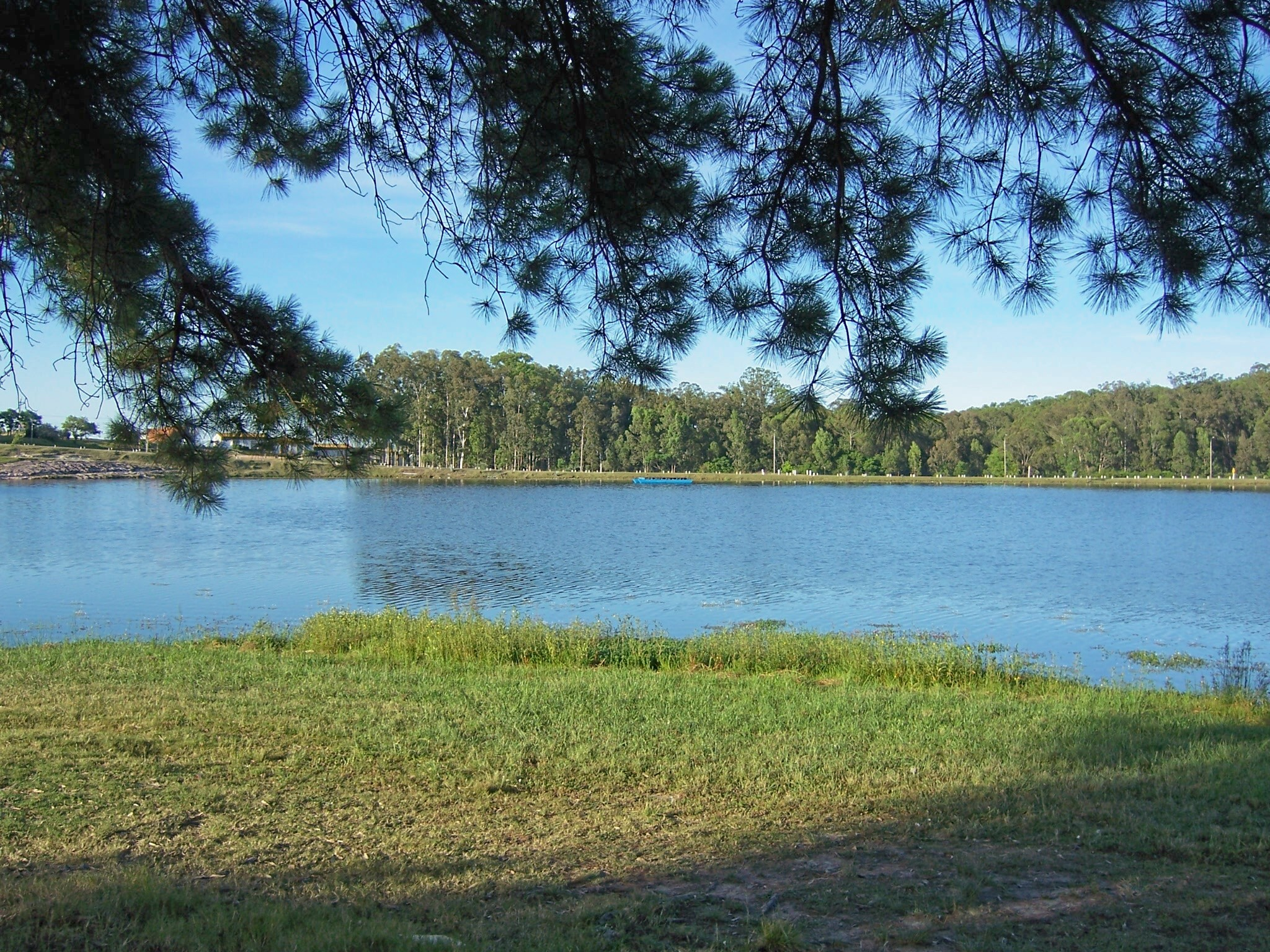
Iporá, Tacuarembó.

D'altra banda, el riu Negro, que divideix l'Uruguai en dues parts, es caracteritza pel seu color fosc, per la seva profunditat i per la seva amplitud. S'hi aixequen ponts d'entre un i dos quilòmetres de longitud, que creuen d'una vora a una altra del país. El riu Negro banya les costes i serveix de límit natural entre el departament homònim, Tacuarembó, Cerro Largo, Durazno, Soriano i Flores. És un riu navegable, idoni per a la pesca esportiva i el bany, en zones altes. Neix al límit amb el Brasil i desemboca al riu Uruguai, cap a la frontera amb la província d'Entre Ríos, a l'Argentina.
Hi ha altres rius que, encara que de menor importància, són afluents importants. N'és un exemple el riu San José, que connecta amb el de Santa Lucía al sud del país. El Cebollatí, el Yaguarón, la llacuna Merín, al límit de Rocha i Treinta y Tres amb l'estat brasiler de Rio Grande do Sul; el Yi, a Durazno; el Queguay, el Daymán, l'Arapey, el Guaviyú, i el Cuareim (o Quaraí), a Salto, Paysandú i Artigas; i el Porongos, a Flores, en són els més destacats. El riu Uruguai, que rep molts d'aquests afluents, té una presa hidroelèctrica -la de Salto Grande- que proveeix gairebé tot el territori uruguaià i part dels departaments argentins veïns.
Finalment, l'Uruguai té aproximadament 500 quilòmetres de costa marítima, 300 dels quals pertanyen al Riu de la Plata i els altres 200 a l'oceà Atlàntic -departaments de Maldonado i Rocha.

### Orografia

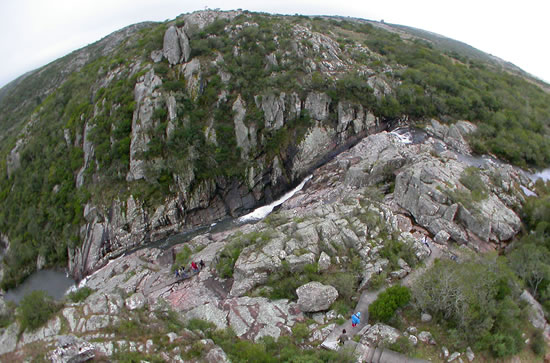
Salto del Penitente.

El terreny uruguaià és pampeà (vegeu sabana uruguaiana), lleugerament ondulat i de grans pastius i zones pantanoses. No existeixen grans altures, per la qual cosa es pot dir que gairebé tot el terreny està situat al nivell del mar, és a dir, de 0 a 10 m. No obstant això, al centre del país s'hi aixequen altiplans moderats i algunes cadenes de turons conegudes com a cuchillas. La cuchilla d'Haedo, la Grande i la de Santa Ana són les més importants. Presenten una capa de pedres sòlida, argilenca i amb vegetació al seu voltant.
El turó més alt és el Catedral, amb 513 metres, però també hi destaquen el de San Antonio, el Toro, i el Pan de Azúcar, a Maldonado; el Salto del Penitente i les serralades de Minas, a Lavalleja; el Batoví, pròxim a l'Iporá, a Tacuarembó; les Serres de Mahoma, a San José; i el Turó de Montevideo, amb la seva fortalesa històrica, i del qual se suposa que deriva el nom de la ciutat.
La franja oriental del país és clarament argilenca i es presta al cultiu d'arròs, farratge i cereals. El litoral sud, d'altra banda, és pla amb sorres blanques i fines.
A l'extrem nord s'hi poden trobar alguns jaciments de pedres semiprecioses (com amatistes, per exemple), sobretot a Artigas i Salto, així com un flux d'aigües termals que emergeixen des de la profunditat de la terra.

### Flora i fauna

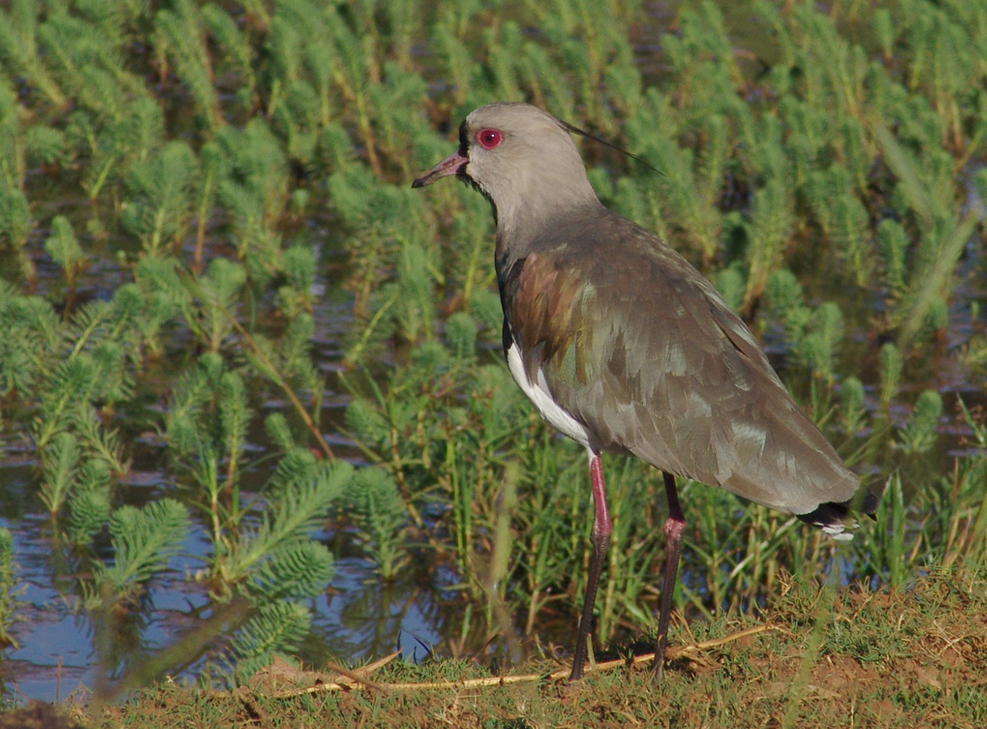
El tero és l'au nacional de l'Uruguai.

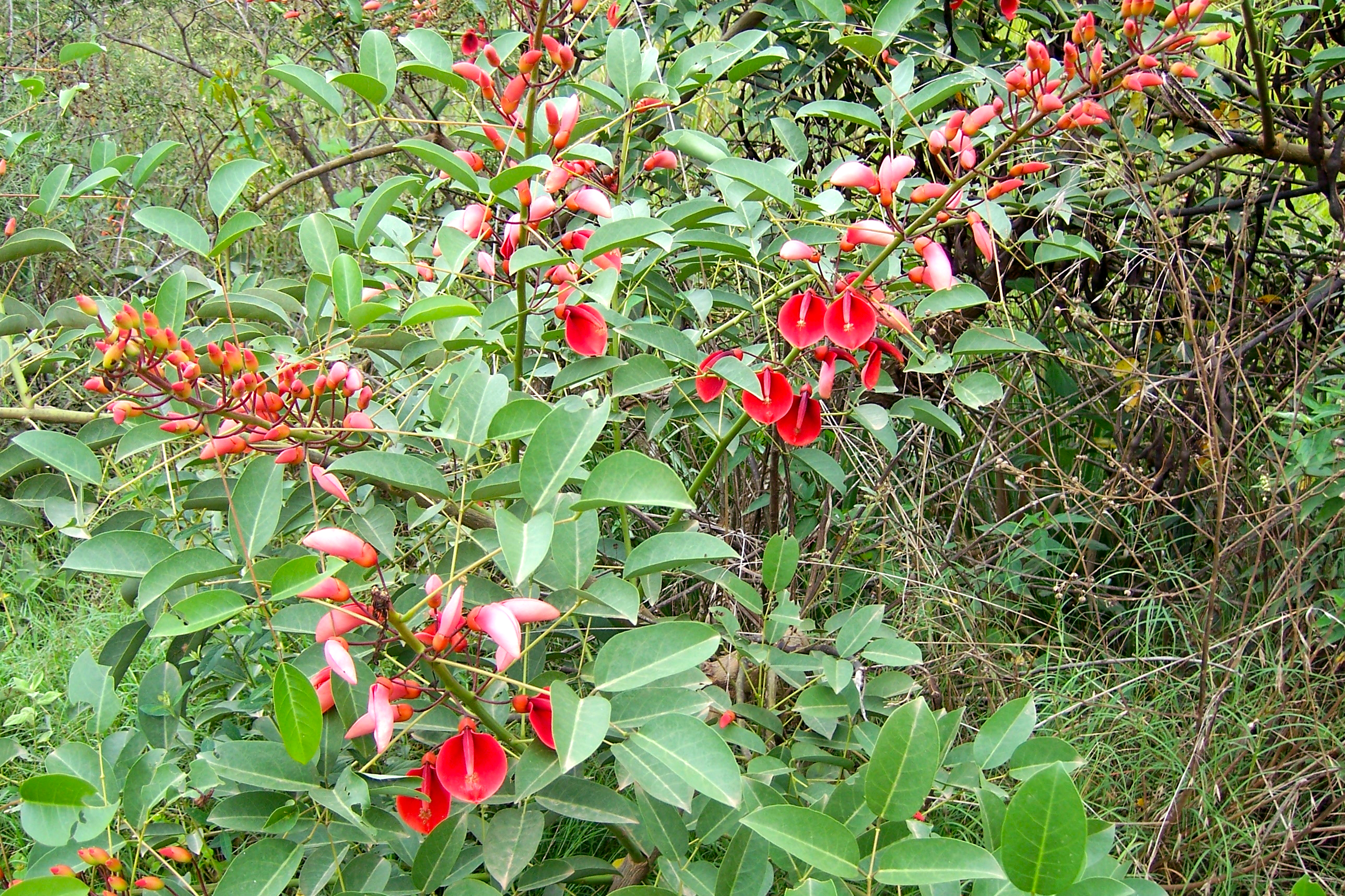
Arbre de ceibo, símbol nacional.

La fauna autòctona es caracteritza per una gran quantitat d'aus de banyat i corral. Atahualpa, el primer crioll nascut a Amèrica, va introduir el bestiar a la Banda Oriental, a finals del segle xvi. Els germans Goes, arribats d'Europa, també van tenir un paper decisiu en la cria de caps de bestiar oví i boví, en introduir-ne nous exemplars.
Dins del grup de les aus de plomatge, destaquen el rascló ipacaà (Aramides ypecaha) i el chiricote o rascló de Caiena (A. cajanea), dues de les espècies més conegudes del país. Són comuns, a més, el Pardirallus: el rascló de bec sagnant (P. sanguinolentus) i el rascló pintat (P. maculatus). D'igual importància són també el burrito patas rojas o rasclet culblanc (Laterallus leucopyrrhus) i el rasclet de flancs rogencs (L. metanophaius), de la mateixa forma que espècies de mida inferior, com el burrito amarillo o rasclet pàl·lid (Porzana flaviventer), el rasclet alatacat, (P. spiloptera) i finalment el burrito enano o rasclet de Darwin (Coturnicops notatus).

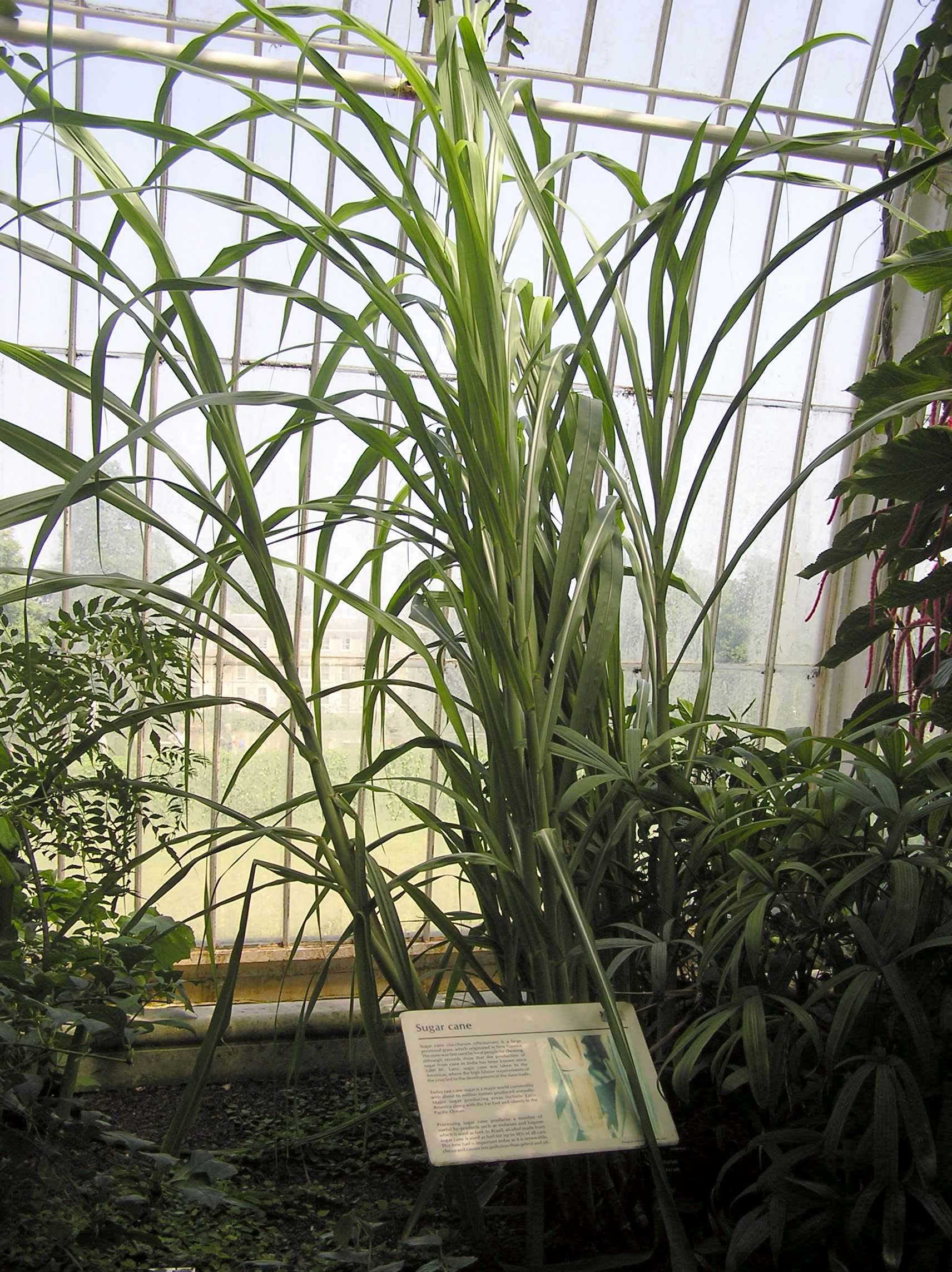
Canya de sucre (Saccharum officinarum).

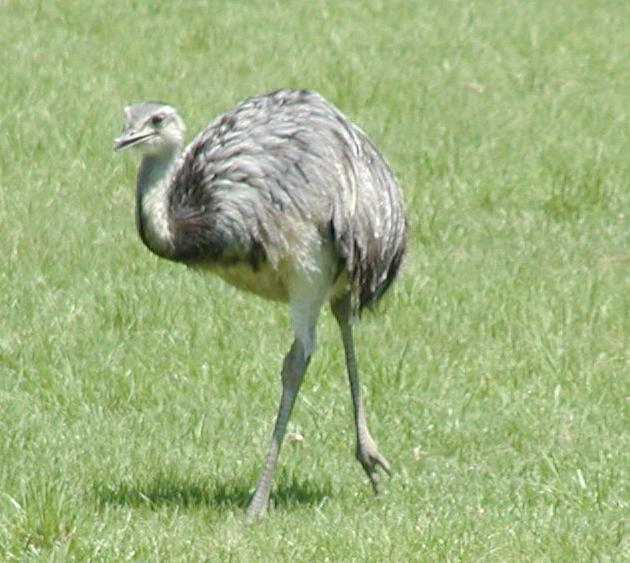
Rhea americana, conegut com el nyandú.

La fredeluga xilena -o tero- (Vanellus chilensis) es troba estesa per tot el territori i es caracteritza per la seva velocitat i el seu cant, del qual rep el nom vulgar de "teru teru". D'altra banda, el nyandú (Rhea americana) es troba en proporció estable i en els últims anys la seva carn ha estat comercialitzada a mercats estrangers, per la qual cosa s'ha posat de moda la cria d'aquesta espècie sota cures especials.
El cardenal (Cardinalis cardinalis), present a tot el continent americà, i altres espècies com la cotorra argentina, el papagai, el fornerus (o hornero), el gall salvatge, el cigne, l'ànec, el paó, l'agró, la gavina i l'oreneta, així com el pelicà, el venteveo, el corb gris, la grua i l'àguila de muntanya són aus presents al llarg del territori uruguaià.
Pel que fa als quadrúpedes cal destacar, entre d'altres, el puma, el gat salvatge (gato montés), el guillot gris, la llebre, el gos cimarrón (exemplar autòcton), l'os rentador, l'armadillo -o mulita-, el tatú (Dasypodidae), i el xahà emplomallat (Chauna torquata).
Quant als animals aquàtics, l'Uruguai disposa d'una diversitat considerable a causa de la seva àmplia costa oceànica sobre l'Atlàntic, els seus rius cabalosos, i una sèrie de llacs naturals i artificials. A les platges de Punta del Este, per exemple, habita el llop de mar, que s'alimenta de peixos i representa una amenaça per als pescadors de la zona. Durant l'hivern austral, és a dir, des de juny a setembre, és possible trobar a la costa de Montevideo alguna balena i, fins i tot, pingüins.
Es creu que al país hi ha més de 200 espècies de rèptils, la majoria d'ells innocus per a l'ésser humà; les serps verinoses es troben al nord, als departaments d'Artigas, Rivera, Salto i Tacuarembó.
Pel que fa a la vegetació, l'Uruguai allotja el bosc d'ombús (l'arbre de la bellaombra o Phytolacca dioica) més gran del món, ubicat al departament de Rocha, al límit amb el Brasil. Altres espècies forestals són l'eucaliptus (introduït des d'Austràlia), el pi, l'araucària, el gessamí, el roure, el cedre sant, el salze ploraner, el bedoll, el garrofer, el romaní, l'hibisc, el ficus, el cactus, l'heura, la tacuara, els arbres fruiters (cítrics, guaiaba, pomera, figuera, etc.), el cep, la palmera, el plàtan (Platanus hispanica), joncs, plantes enfiladisses, la canya de sucre i altres espècies.
Finalment, l'eritrina cresta de gall -el ceibo-, arbre i emblema nacional amb la seva característica flor de color vermell, és molt comú a l'interior del país.

### Fronteres polítiques

#### Amb l'Argentina
Uruguai té límits amb el Brasil i l'Argentina. Amb aquesta darrera, pel riu Uruguai, des de l'Ilha Brasileira fins al nord de l'Ayuí se segueix la línia mitjana de la llera del riu (segons la configuració que tenia abans de la construcció de Salto Grande).
Des de l'Ayuí fins a l'arxipèlag enfront de la localitat de Nuevo Berlín, el límit segueix el canal de navegació fins a la bifurcació d'aquest en el canal de La Filomena i el canal del Medio. A la bifurcació entre ambdós canals existeixen dos tipus de límits: a) per les aigües, el canal de La Filomena i b) per les illes, el canal del Medio.
Des de la confluència d'ambdós canals fins al paral·lel que passa per Punta Gorda (desembocadura del riu Uruguai) es reprèn el canal de navegació. El tram des del Riu de la Plata, pel paral·lel de Punta Gorda fins a la línia que uneix Punta Espinillo amb Punta Piedas (Argentina) és el canal de navegació. I des d'aquest fins a la línia que uneix Punta del Este amb Punta del Cabo San Antonio (Argentina) es va establir la línia mitjana. Finalment, per l'oceà Atlàntic es va fixar una línia convencional del Riu de la Plata fins a les 200 milles.

#### Amb el Brasil
- Zona 1: Riu Cuareim:

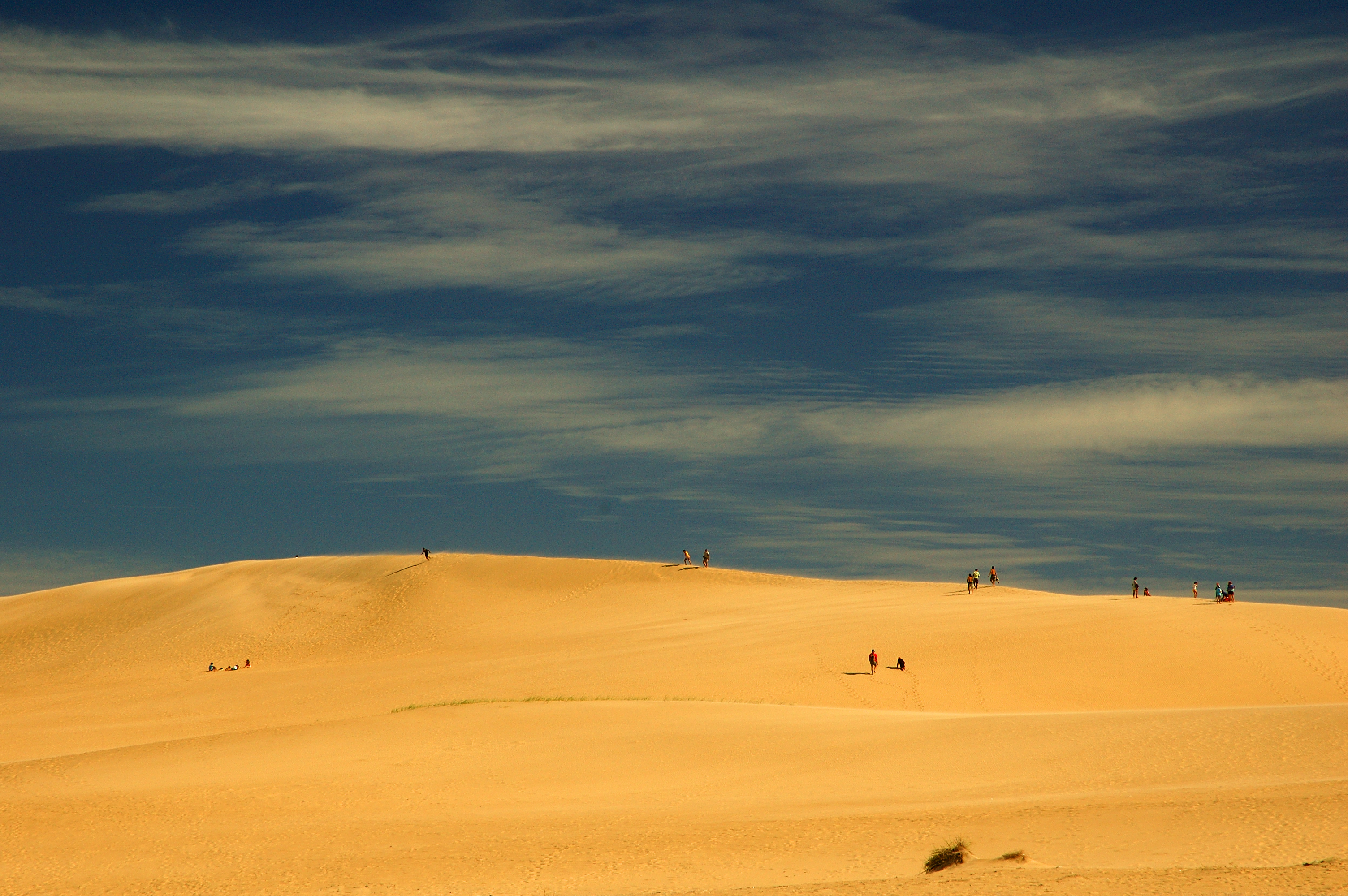
Imatge de les Dunes de sorra què separen a la Barra de Valizas del Cabo Polonio, presa el gener de 2006.

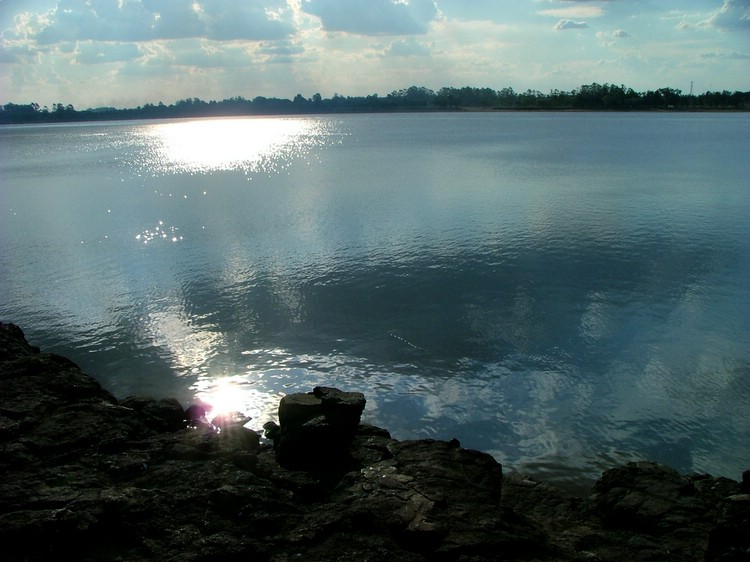
Riu Uruguai, al nord del país, entre l'Argentina i el Brasil.

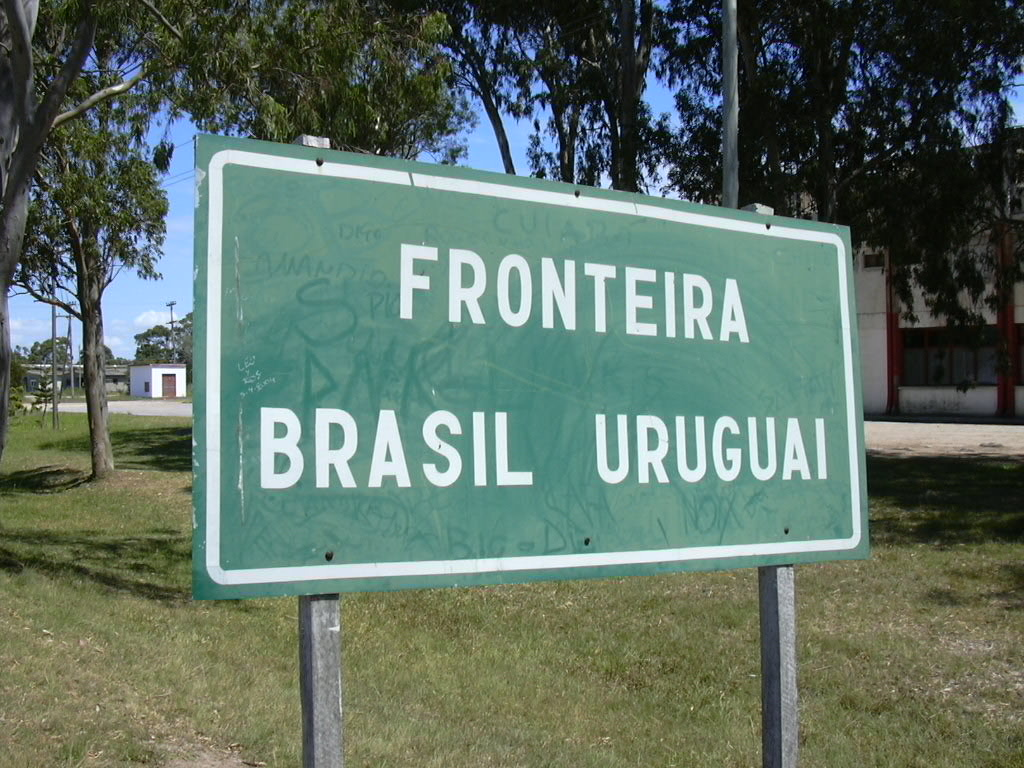
Frontera Brasil-Uruguai.

- A la confluència dels rius Uruguai i Cuareim, en el sector de l'Ilha Brasileira, no existeix acord total entre ambdós països ("límit contestat").
- Sobre el riu Cuareim, des de l'Ilha Brasileira fins a la desembocadura del rierol de la Hivernada, les aigües són comunes. En el sector comprès entre els rierols de la Hivernada, Maneco i Cuchilla Negra, és "límit contestat".

- Zona 2: Cuchilla Negra:

- Sobre les Cuchilla Negra i Santa Ana (fins a la La Cañada del Cementerio) se segueix la divisòria d'aigües, excepte al tram comprès entre el marc Sobradinhio i el Cerro de las Piedras, és a dir, entre les ciutats de Rivera i Santana do Livramento, aquí s'ha marcat una línia convencional (un carrer).

- Zona 3: La Cañada del Cementerio - Riu Yaguarón:

- Des de la La Cañada del Cementerio fins a la confluència amb La Cañada de la Cerrillada s'utilitza com a límit comú; segueix una línia recta fins a la part nord del rierol San Luis. Al sector del banyat s'ha establert una línia convencional fins al rierol San Luis.
- Des de la barra del rierol San Luis fins a les naixents del rierol de la Mina, a la Cuchilla Grande, s'ha demarcat una línia recta convencional.
- Al rierol de la Mina s'utilitza el límit comú, mentre que al rierol Yaguarón Chico, des que hi desemboca el rierol de la Mina, fins a la seva desembocadura en el riu Yaguarón i en aquest riu fins abans que aboqui les seves aigües en la llacuna Merín, el límit s'estableix sobre la línia mitjana. Al baix Yaguarón, pel fet de ser navegable, el criteri canvia i es regeix pel talweg.

- Zona 4: Llacuna Merín - Arroyo Chuy:

- Des de la desembocadura del riu Yaguarón a la llacuna Merín s'establix una línia convencional recta, fins a un punt situat enfront de Punta Muniz; entre aquest punt i Punta Parobé, és el talweg.
- Des de Punta Parobé fins a Punta Rabotieso és una línia trencada convencional. I des d'aquí fins a la barra del rierol San Miguel, se segueix la línia mitjana, inclusivament en el rierol, fins al lloc denominat Paso Real del San Miguel. Des d'aquest pas fins al Paso Real del rierol Chuy, el límit és una línia recta convencional que separa al seu torn les localitats Chuy (Uruguai) de Chui (Brasil): aquí és un carrer.
- Des del rierol Chuy fins a la seva desembocadura en l'oceà Atlàntic, es consideren les aigües comunes.

- Zona 5: Oceà Atlàntic:

- El límit lateral marítim presa com referència la línia que parteix del far Chuy en forma perpendicular a la línia de costa. Aquesta línia forma un angle de 128° amb el meridià que passa pel far. S'estén fins a les 200 milles.

## Política i govern
La República Oriental de l'Uruguai és un estat unitari democràtic, de caràcter presidencialista.
Segons un informe publicat per la revista britànica The Economist, l'Uruguai és considerat el país més plenament democràtic de Sud-amèrica, ubicat al lloc 27 sobre un total de 167 nacions, és el país menys corrupte de Llatinoamèrica, segons l'organització Transparència Internacional.

### Estructura política
El seu govern es divideix en tres poders independents:
- El poder executiu és exercit pel president de la República, que actua conjuntament amb el Consell de Ministres. El president és simultàniament cap d'estat i cap de govern, i és elegit junt amb el vicepresident mitjançant elecció popular directa, mentre que aquests designen al seu torn el consell de ministres. El president té un mandat de 5 anys sense reelecció immediata fins després d'igual període des de la cessació del seu càrrec. S'elegeixen en una mateixa candidatura presentada pel respectiu partit. En cas que cap candidatura no obtingui la majoria absoluta dels vots, es procedeix a una segona volta entre les dues primeres majories. En l'esmentada votació resulta guanyadora la candidatura que obtingui la majoria simple dels vots. Des de l'1 de març de 2020 el president és Luis Alberto Lacalle Pou (Partit Nacional). L'actual govern disposa de 13 ministeris. Són els següents:

| Ministeri                                        | Nom                   | Sector          |
| ------------------------------------------------ | --------------------- | --------------- |
| Interior                                         | Nicolás Martinelli    | Partit Nacional |
| Defensa Nacional                                 | Armando Castaingdebat | Partit Nacional |
| Relacions Exteriors                              | Omar Paganini         | Partit Nacional |
| Economia i Finances                              | Azucena Arbeleche     | Partit Nacional |
| Educació i Cultura                               | Pablo da Silveira     | Partit Nacional |
| Salut Pública                                    | Karina Rando          | Cabildo Abierto |
| Treball i Seguretat Social                       | Mario Arizti          | Partit Nacional |
| Habitatge, Ordenament Territorial i Medi Ambient | Raúl Lozano Bonet     | Cabildo Abierto |
| Ramaderia, Agricultura i Pesca                   | Fernando Mattos       | Partit Colorado |
| Indústria, Energia i Mineria                     | Elisa Facio           | Partit Nacional |
| Transport i Obres Públiques                      | José Luis Falero      | Partit Nacional |
| Turisme                                          | Eduardo Sanguinetti   | Partit Colorado |
| Desenvolupament Social                           | Alejandro Sciarra     | Partit Nacional |

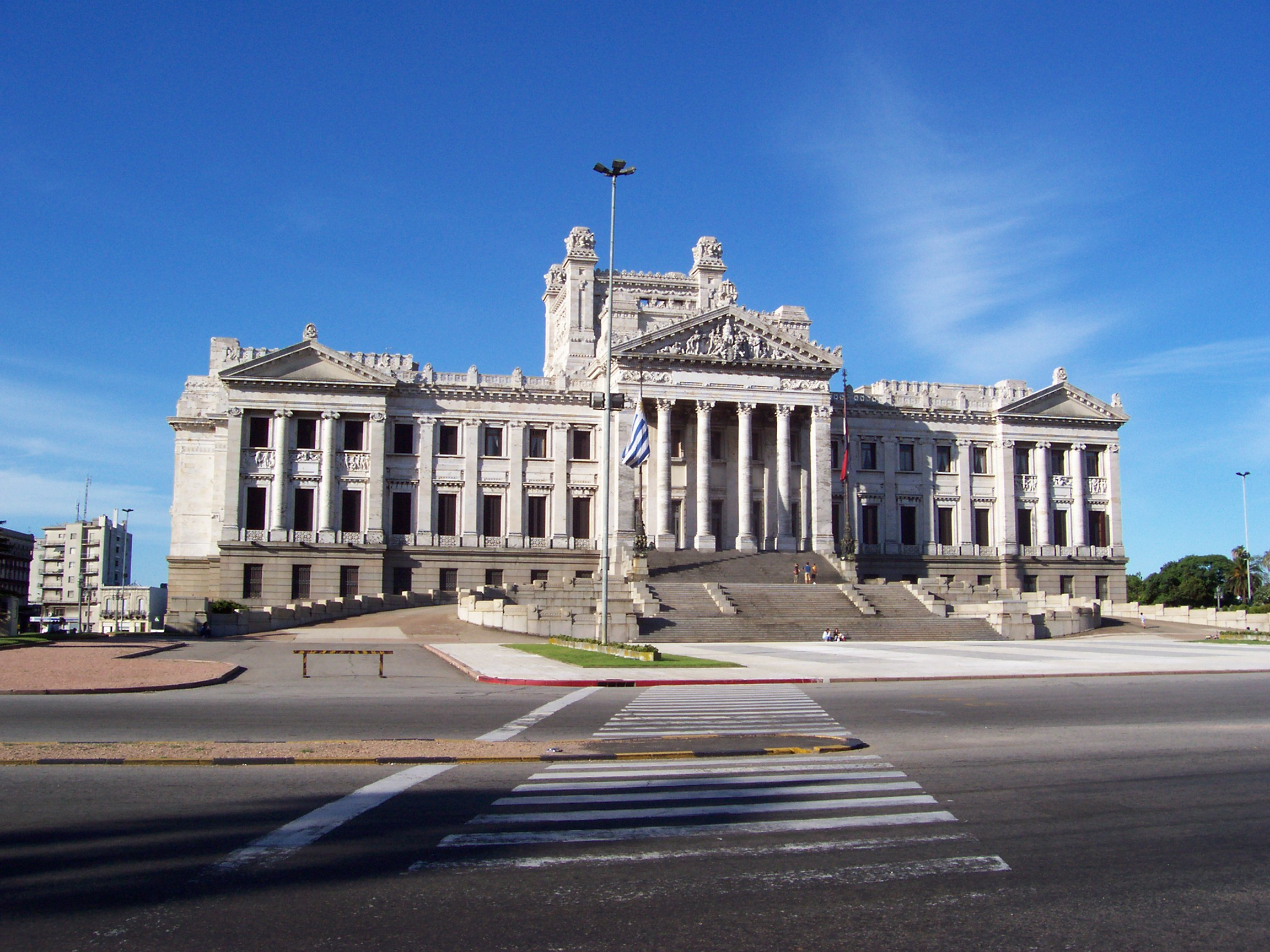
Palacio Legislativo, seu del poder legislatiu.

- El poder legislatiu rau a l'Assemblea General, que consta d'una Cambra de Senadors de 30 membres i d'una Cambra de Representants de 99 membres, corresponents als dinou departaments del país. Les eleccions per al parlament se celebren en llistes tancades simultàniament amb l'elecció presidencial (no s'aplica el vot per cada candidat a Diputat o Senador sinó per una llista presentada per cada partit polític). Els diputats s'elegeixen per departament mentre que els senadors s'elegeixen a escala nacional, ambdós per mandats de cinc anys.
- El poder judicial és encapçalat per la Suprema Cort de Justícia, els membres de la qual són nomenats per l'Assemblea General mitjançant una majoria de dos terços i els mandats de la qual duren deu anys. La Suprema Cort de Justícia és l'última instància d'apel·lació i és també l'encarregada de jutjar la constitucionalitat de les lleis. El poder judicial està compost per Tribunals d'Apel·lacions, Jutges Lletrats i Jutges de Pau.

### Governs departamentals

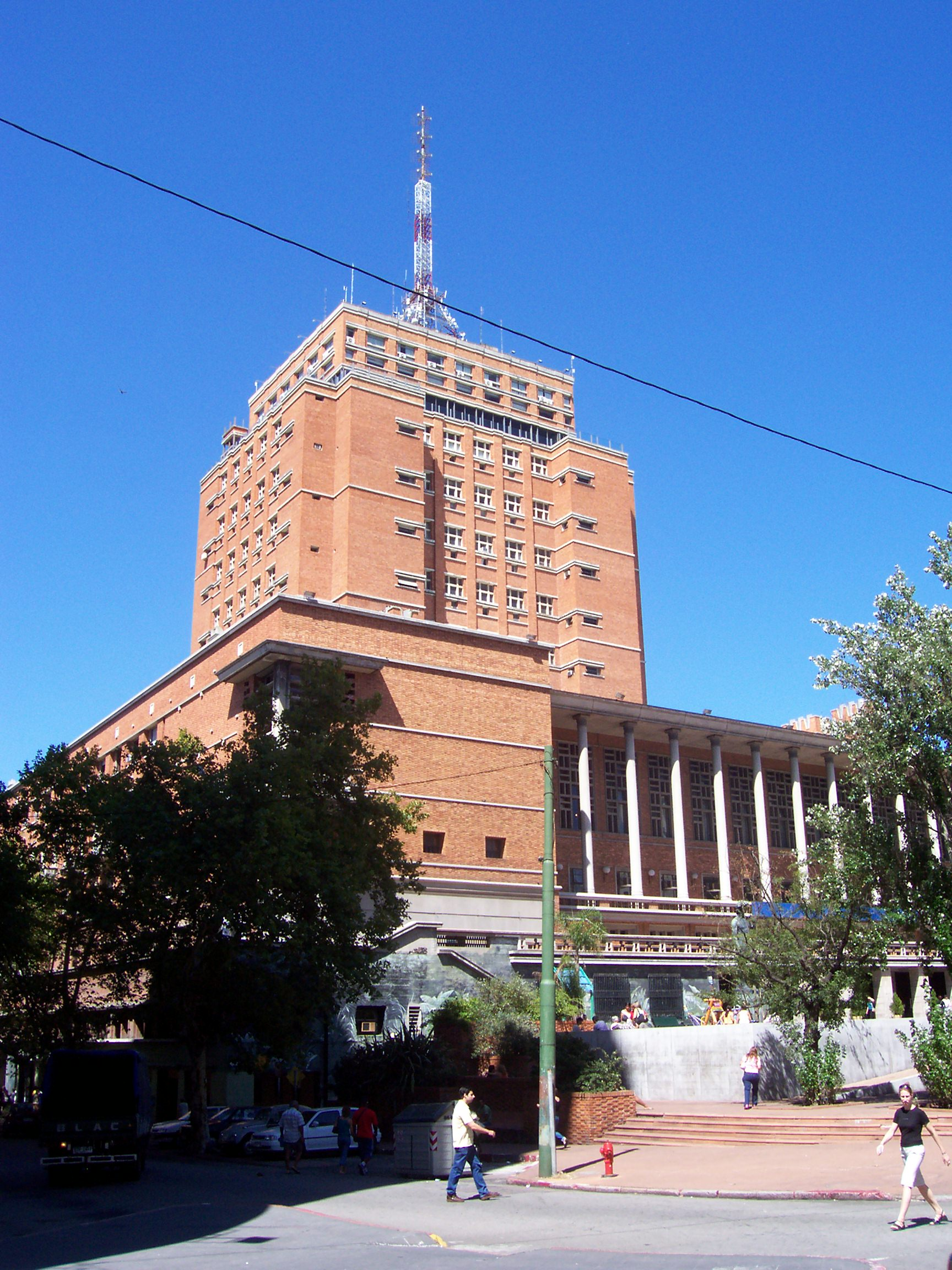
Intendència Municipal de Montevideo (IMM).

Els governs locals de cadascun dels dinou departaments s'organitzen a semblança del govern central, amb dos òrgans fonamentals: l'Intendent Municipal (executiu) i la Junta Departamental (legislatiu). S'ocupen de les tasques domèstiques del departament: transport, residus i enllumenat públic, entre d'altres funcions.
L'Intendent és elegit directament pel poble, en eleccions que es realitzen en dinou circumscripcions (una per cada departament) en una data diferent a la de l'elecció nacional (l'any següent a l'electoral, el segon diumenge del mes de maig).
Les Juntes Departamentals són organismes d'una sola càmera compostos per 31 edils. El partit polític que obté la majoria simple de vots, obté setze de les banques i la resta es divideixen entre els altres partits en proporció amb els vots obtinguts. Existeixen també, en petits pobles o ciutats, autoritats locals que són elegides pel poble o nomenades per la Junta Departamental a iniciativa de l'Intendent: les Juntes Locals.
La reforma constitucional de 1997 va institucionalitzar el Congrés d'Intendents, a fi de coordinar les polítiques dels governs departamentals per permetre'ls prendre acords entre si, amb el Poder Executiu o amb altres òrgans de l'Estat.

### Subdivisions administratives
L'Uruguai està dividit en dinou departaments i té 89 municipis, cada un dels quals té una població igual o superior a 5.000 habitants:
| Divisions administratives de l'Uruguai |                        |                  |                 |
| \| Departament \| Capital \| Superfície (km²) \| Població (2005) \| \| Artigas \| Artigas \| 11.928 km² \| 78.019 \| \| Canelones \| Canelones \| 4.536 km² \| 485.240 \| \| Cerro Largo \| Melo \| 13.648 km² \| 86.564 \| \| Colonia \| Colonia del Sacramento \| 6.106 km² \| 119.266 \| \| Durazno \| Durazno \| 11.643 km² \| 58.859 \| \| Flores \| Trinidad \| 5.144 km² \| 25.104 \| \| Florida \| Florida \| 10.417 km² \| 68.181 \| \| Lavalleja \| Minas \| 10.016 km² \| 60.925 \| \| Maldonado \| Maldonado \| 4.793 km² \| 140.192 \| \| Montevideo \| Montevideo \| 530 km² \| 1.325.968 \| \| Paysandú \| Paysandú \| 13.922 km² \| 113.244 \| \| Río Negro \| Fray Bentos \| 9.282 km² \| 53.989 \| \| Rivera \| Rivera \| 9.370 km² \| 104.921 \| \| Rocha \| Rocha \| 10.551 km² \| 69.937 \| \| Salto \| Salto \| 14.163 km² \| 123.120 \| \| San José \| San José de Mayo \| 4.992 km² \| 103.104 \| \| Soriano \| Mercedes \| 9.008 km² \| 84.563 \| \| Tacuarembó \| Tacuarembó \| 15.438 km² \| 90.489 \| \| Treinta y Tres \| Treinta y Tres \| 9.529 km² \| 49.318 \| \| Total¹ \| Total¹ \| 175.016 km² \| 3.241.003 \| ¹No inclou la suma dels llacs artificials del riu Negro (1.199 km²). |                        |                  |                 |
| Departament | Capital                | Superfície (km²) | Població (2005) |
| Artigas | Artigas                | 11.928 km²       | 78.019          |
| Canelones | Canelones              | 4.536 km²        | 485.240         |
| Cerro Largo | Melo                   | 13.648 km²       | 86.564          |
| Colonia | Colonia del Sacramento | 6.106 km²        | 119.266         |
| Durazno | Durazno                | 11.643 km²       | 58.859          |
| Flores | Trinidad               | 5.144 km²        | 25.104          |
| Florida | Florida                | 10.417 km²       | 68.181          |
| Lavalleja | Minas                  | 10.016 km²       | 60.925          |
| Maldonado | Maldonado              | 4.793 km²        | 140.192         |
| Montevideo | Montevideo             | 530 km²          | 1.325.968       |
| Paysandú | Paysandú               | 13.922 km²       | 113.244         |
| Río Negro | Fray Bentos            | 9.282 km²        | 53.989          |
| Rivera | Rivera                 | 9.370 km²        | 104.921         |
| Rocha | Rocha                  | 10.551 km²       | 69.937          |
| Salto | Salto                  | 14.163 km²       | 123.120         |
| San José | San José de Mayo       | 4.992 km²        | 103.104         |
| Soriano | Mercedes               | 9.008 km²        | 84.563          |
| Tacuarembó | Tacuarembó             | 15.438 km²       | 90.489          |
| Treinta y Tres | Treinta y Tres         | 9.529 km²        | 49.318          |
| Total¹ | Total¹                 | 175.016 km²      | 3.241.003       |

Les ciutats principals són Montevideo, Las Piedras, Punta del Este, Ciudad de la Costa, Salto, Paysandú i Fray Bentos.

## Economia

### Indicadors econòmics

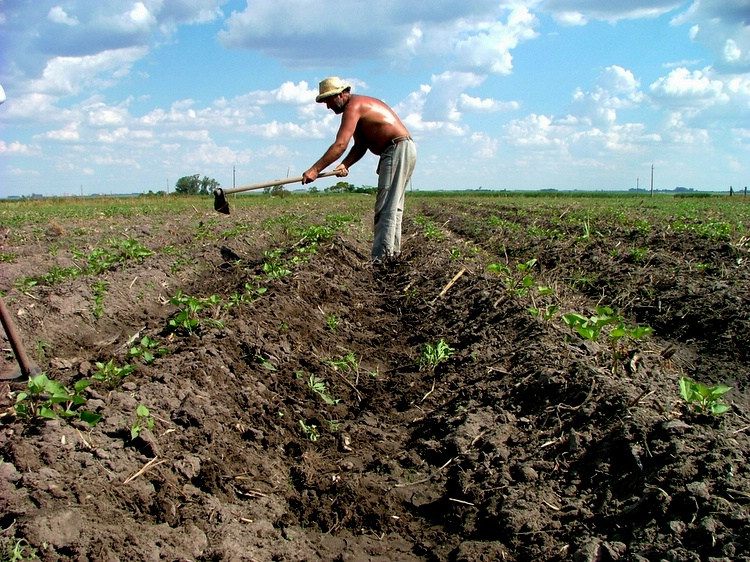
Camps de Bella Unión, al nord del país.

L'economia de l'Uruguai està dominada pel sector agrícola orientat a les exportacions, i per un sector industrial desenvolupat. Després d'haver crescut un 5% per any durant el període de 1996-1998, l'economia es va veure fortament afectada per les recessions econòmiques del Brasil i l'Argentina, i la moneda es va devaluar a la vegada que ho feia la moneda argentina. L'Uruguai és membre del Mercosur, i Montevideo n'és la seu.
L'Uruguai és un país agroexportador, per la qual cosa l'agricultura -arròs, blat, blat de moro, gira-sol, sorgo, ordi, soja, canya de sucre (Bella Unió)- i la ramaderia -bovins, ovins- són els recursos fonamentals de l'economia. Les indústries principals són els frigorífics, la lletera i derivats, la tèxtil, la de paper i cartró, els fertilitzants, els alcohols, el ciment i la refinació d'hidrocarburs.
Si bé els recursos minerals i energètics són escassos, hi ha grans jaciments d'àgates i ametistes al nord del país (departament d'Artigas), jaciments de granit i marbre, i extracció d'or a la localitat de Mines de Corrals. També està en estudi la recerca de diamants i altres minerals.
Destaca també el sector de serveis (financers, logística, transport, comunicacions) així com la puixant indústria de les tecnologies de la informació, en particular el desenvolupament de programari i serveis vinculats. L'Uruguai és també el major exportador per capita de programari d'Amèrica Llatina i el quart en termes absoluts, només superat per Mèxic, el Brasil i l'Argentina. En els últims anys ha crescut en importància l'explotació forestal d'Eucalyptus grandis i Eucalyptus globulus, amb vista a la producció de fusta serrada i fusta per a l'obtenció de pasta de cel·lulosa. Així mateix, està en construcció una planta pertanyent a Montes del Plata, resultat de la unió de les empreses Stora Enso i Arauco, i també n'hi ha d'altres en projecte. Es troba en funcionament una planta de pasta de cel·lulosa pertanyent a l'empresa finlandesa UPM-Kymmene (anteriorment Botnia), situada sobre el riu Uruguai, en el departament de Rio Negro, prop de la capital, Fray Bentos.
Un altre dels principals ingressos econòmics al país és el turisme: la nació compta amb una línia costanera sobre el Riu de la Plata i l'oceà Atlàntic esquitxada de balnearis, entre els quals destaquen els de Punta de l'Est i Piriápolis, de fama internacional. El turisme agropecuari, històric i termal té també la seva importància.
Després d'anys de creixement, en el període 1999-2002, l'economia va patir una recessió important, que derivava fonamentalment dels efectes indirectes dels problemes econòmics dels seus grans veïns, Argentina i Brasil. La crisi bancària va ser provocada per la retirada massiva dels actius de ciutadans argentins de la banca uruguaiana. Després, amb la intervenció de l'FMI, l'Uruguai va poder fer front als seus problemes, entre els quals la reestructuració del deute. El creixement mitjà en el quinquenni 2004-2008 va ser del 8% anual. El deute extern al 31 de desembre de 2009, segons dades de la CIA The World Factbook, va arribar als 12.610 milions de dòlars.
Segons estimacions de l'FMI, el 2009, després de la crisi financera internacional, l'economia va créixer al 0,6%. Segons el Banc Central, amb les dades processades en 2010, l'economia va créixer el 2009 en un 2,9% i l'any 2010 en un 8,5%.
El PIB nominal va arribar el 2010 als 40.577 milions de dòlars, mentre que el PIB (nominal) per capita, corregit per paritat de poder de compra, va arribar el 2011 als 14.296 dòlars, convertint-se en la quarta economia de l'Amèrica Llatina, després de l'Argentina, Xile i Mèxic. De fet, si es considera el PIB per capita a preus corrents, l'Uruguai lideraria la regió amb 11.998 € per habitant, seguit per Xile, amb 11.828, i l'Argentina, amb 9.138. La inflació o IPC va ser del 8,6% el 2011 .

Segons l'INE, la taxa d'atur va arribar al 5,5% el novembre de 2011. Segons la metodologia aplicada per aquest institut el 2008, la pobresa va arribar al 20,5% de la població, mentre que la indigència va ser de l'1,5%. En comparar la incidència de la pobresa entre una raça i una altra, s'observen diferències contundents. Les persones de raça blanca són les que presenten xifres més baixes. La menor diferència és pel que fa a les persones de raça groga. Les bretxes més grans s'observen amb relació a la població afrodescendent, que pràcticament duplica la incidència de la pobresa registrada per a les persones blanques a totes les regions del país. Per a l'any 2008, mentre la pobresa entre les persones blanques era de 19,4%, les persones afrodescendents registraven un 43,1% per al total del país.

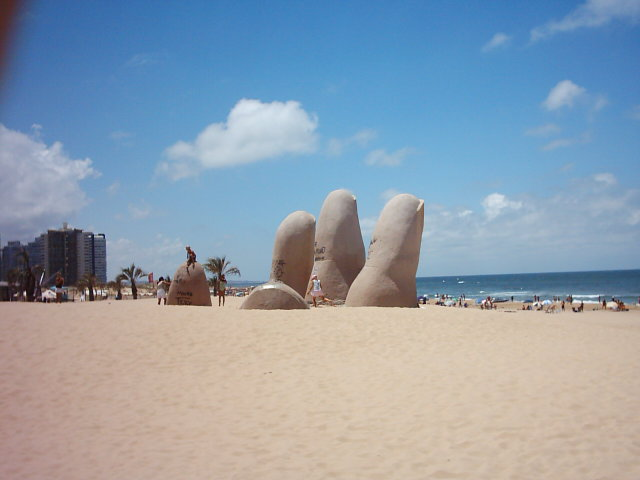
Turisme a Punta del Este.

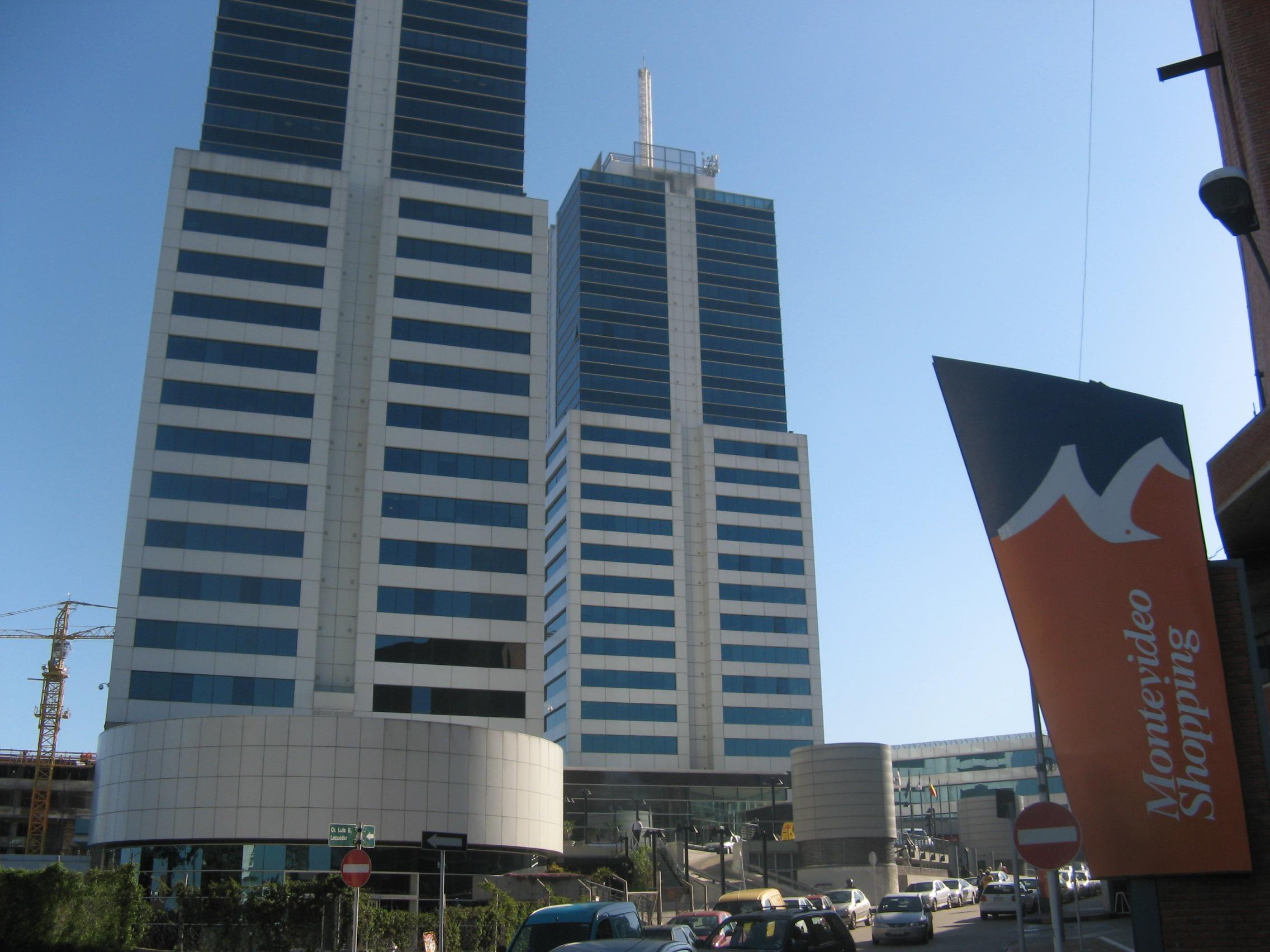
World Trade Center de Montevideo.

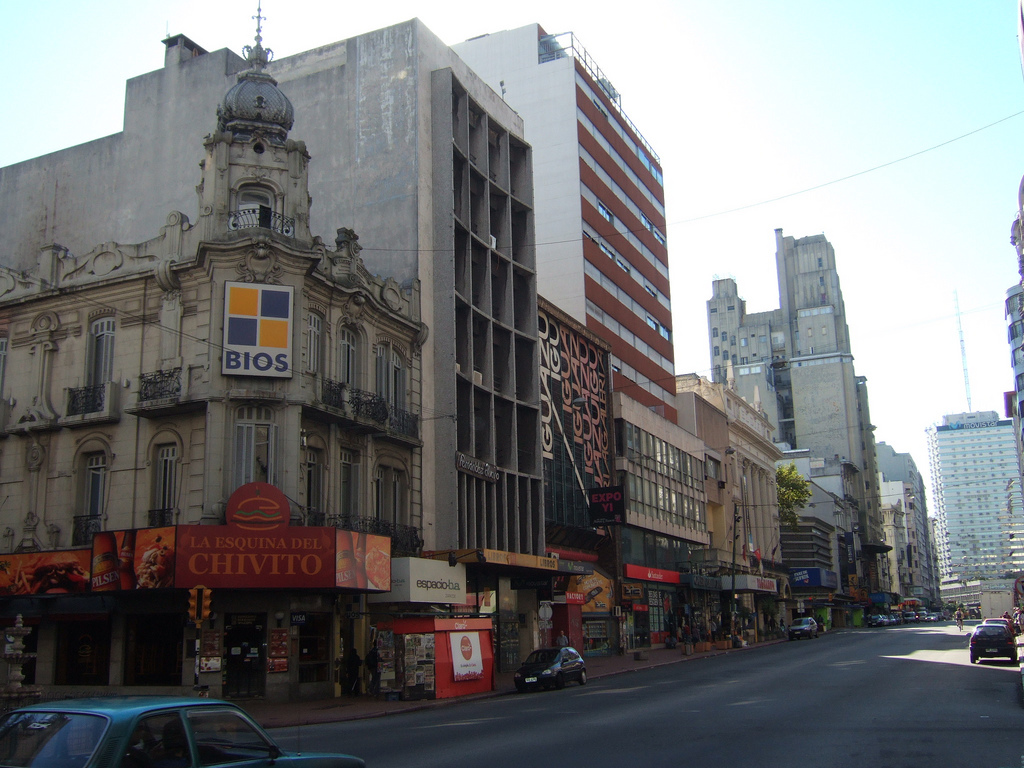
Avenida 18 de Julio, a Montevideo. Alberga una àmplia zona comercial.

- PIB - Producte Interior Brut (2005): 16.800 milions de US$.[43]
- PIB - Per capita (2005): 5.100 US$.
- PIB - Taxa de creixement (2005): 6,6%.
- Inflació (2005): 4,9%.[44]
- Deute extern aprox. (2004): 13.600 milions d'USD.
- Importacions (2004): 3.500 milions d'USD.
- Exportacions (2004): 3.421 milions d'USD.

Estructura del PIB el 2002:
Distribució per sectors econòmics del PIB total:
Agricultura, Silvicultura i Pesca: 6,6%.
Indústria: 17,6%.
Indústries de manufactura i mineria: 17,6%.
Serveis i construcció: 75,8%.
- Taxa d'atur (febr. 2006): 12,4%[45]
- Taxa d'ocupació (febr. 2006): 13,8%
- Taxa de pobresa (2005): 29,8%[46]
- Taxa d'indigència (2005): 3,5%
- Principals països clients: Brasil, Argentina i Estats Units.
- Principals països proveïdors: Argentina, Brasil i Estats Units.

### Exportacions i importacions

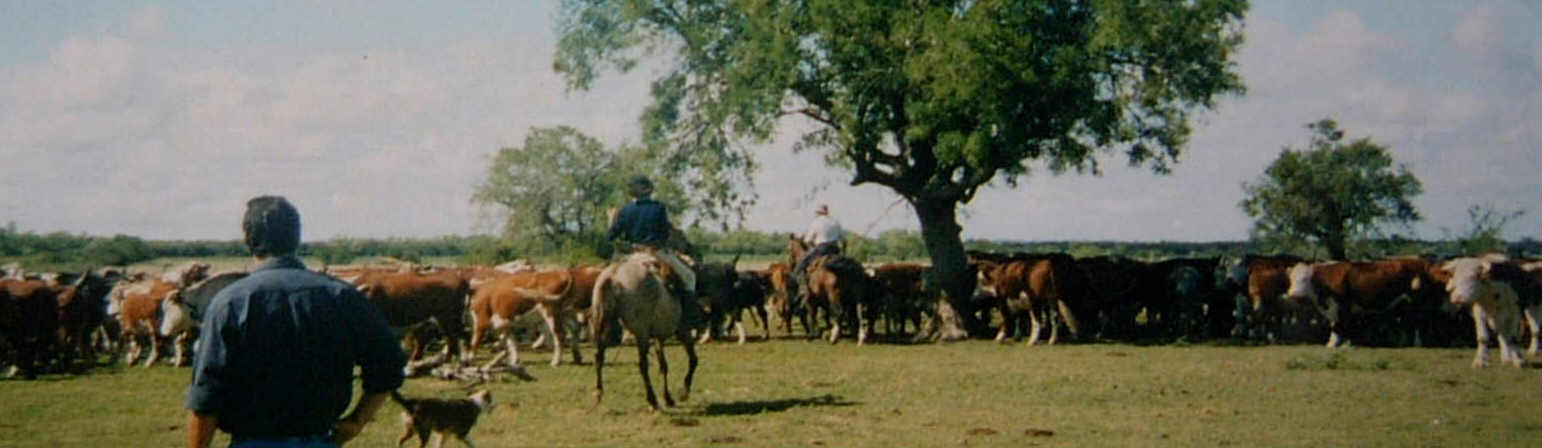
La ramaderia és una de les principals indústries d'exportació de l'Uruguai.

### Infraestructura

#### Transport
Respecte al transport de càrregues es fa per mitjà de camions i del ferrocarril. Pel que fa a transport de passatgers existeixen línies d'òmnibus (o autobusos) de curta distància (menys de 50 km) i de llarga distància (de més de 50 km), els quals inclouen tot el país; concentrant-se a la ciutat de Montevideo.

##### Carreteres

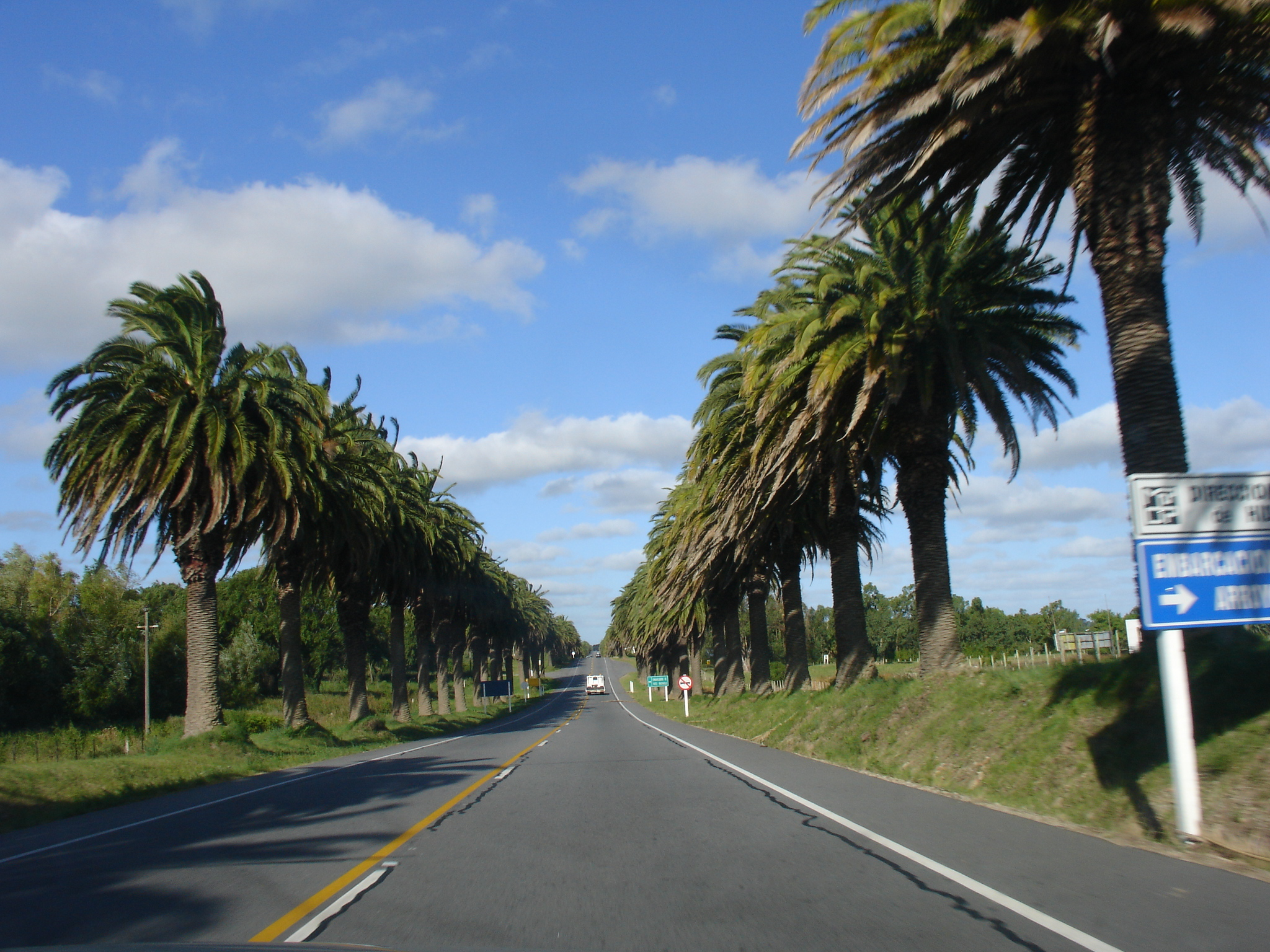
Carretera al departament de San José.

La xarxa viària nacional de l'Uruguai compta amb 8.705 km de carreteres d'un o més carrils, més de 2.300 km d'autopistes o autovies segons la National Geographic, que es distribueixen en els 175.016 km² de territori i serveixen a més de tres milions d'habitants i desenes de milers de turistes, la qual cosa significa un dels més alts índexs d'accessos a diferents parts del territori d'Amèrica Llatina.
La característica principal és que la majoria de les carreteres conflueixen i es concentren a la capital, Montevideo, des d'on es distribueixen per mitjà de bypass i intercanviadors cap a l'interior del país. El 2010 es va inaugurar l'Anell Viari Perimètric de Montevideo -la ruta 102- que evita l'ingrés al centre de la ciutat.
Malgrat tot això, existeixen diverses rutes importants, que només recorren l'interior del país, facilitant així el trànsit entre els departaments i les ciutats de l'interior sense passar per la capital; per exemple la ruta 26, de 4 carrils, que va des de Maldonado a San Carlos.
Tipus de ferm a les carreteres:
- 327 km de formigó
- 7.419 km d'asfalt
- 958 km de tosca

Les principals carreteres, rutes i autovies de l'Uruguai són:
Ruta 1 (de Montevideo a Colonia del Sacramento cap a l'oest), Ruta 3 (de San José a Artigas, al nord), Ruta 5 (de Montevideo a Rivera), Ruta 8, Ruta 9 (de Maldonado a Rocha), Ruta 26, Ruta 101, Ruta Interbalneària (Montevideo, Canelones i Maldonado en direcció est), Avenida Italia, i Avinguda Giannattasio, entre d'altres.
Les rutes i carreteres del país estan en un bon estat de manteniment i senyalització, per la qual cosa el trànsit és amè, tant en rutes de doble via (més de dos carrils), com en rutes simples. Fins i tot les rutes de tosca i les mal pavimentades estan molt ben senyalitzades.

##### Ferrocarrils

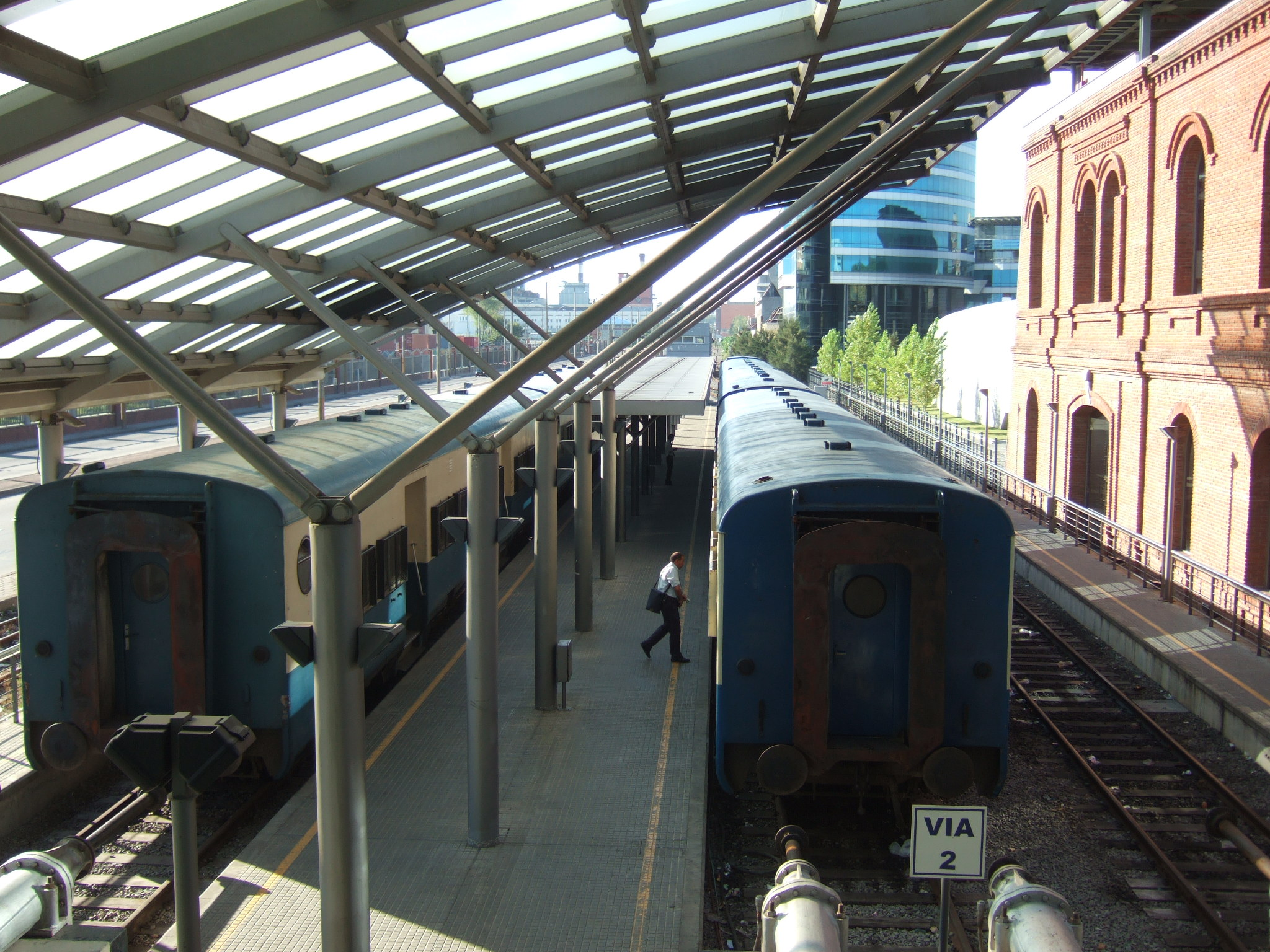
Estació de ferrocarrils a Montevideo.

Els ferrocarrils uruguaians compten amb aproximadament 2.900 km de línies, de 1.435 mm, tracció dièsel i només 11 km de doble via. La meitat de la xarxa està clausurada, circulant trens de càrrega als ramals Montevideo - Rivera - Livramento, Piedra Sola - Tres Árboles, Sayago - Minas, Verdún - Planta ANCAP, Carnelli - La Teja, Chamberlain - Paysandú - Salto - Concordia (Argentina) i Algorta - Fray Bentos. Es treballa en la reobertura de 25 de agosto - San José - Ombucitos, havent-se reobert el tram fins a San José per als serveis de passatgers el desembre de 2006.
Els serveis de passatgers es presten en tres línies suburbanes partint de Montevideo cap al Nord (25 de Agosto, 63 km), Oest (San José, 96 km, compartint els 63 de la línia a 25 de Agosto) i Nord-est (Empalme Olmos), 44 km, compartint els primers 8 km amb les altres dues). Des de l'1 de març de 2003 els trens de passatgers parteixen i arriben d'una nova i petita estació terminal situada 500 metres cap al nord de l'Estació Central de Montevideo, la qual roman tancada des de llavors. Això va significar una pèrdua de més de 100.000 passatgers per als serveis de trens.
L'Administració de Ferrocarrils de l'Estat és l'actual administradora de la xarxa i la que opera els trens. Està permesa la circulació de material d'altres empreses i institucions i algunes tenen els seus propis vagons i locomotores (ANCAP, AUAR, CEFU, CUCP).

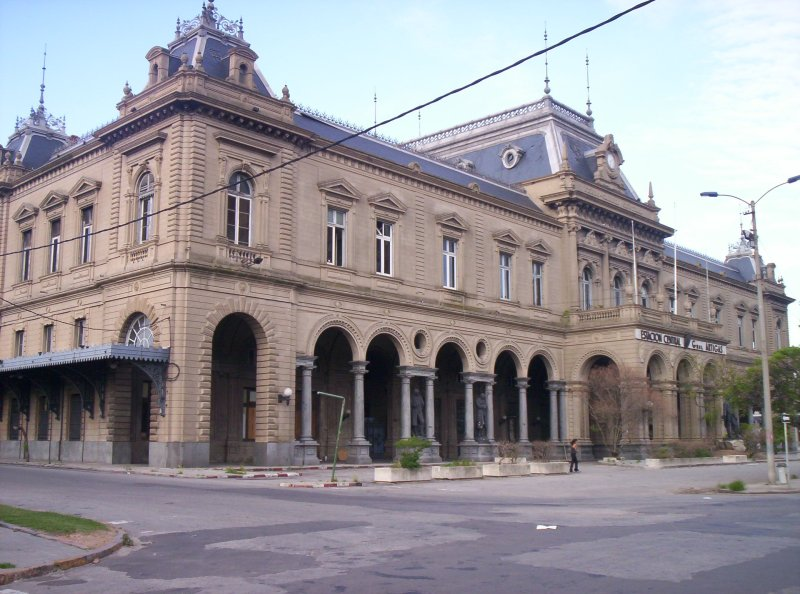
Estació Central "General Artigas", inaugurada el 23 de juny de 1897 i clausurada l'1 de març de 2003, després de ser reemplaçada per un baixador 500 metres cap al nord.

| Any  | Tones     | Tones-quilòmetre |
| ---- | --------- | ---------------- |
| 2000 | 1:321.338 | 238:686.674      |
| 2001 | 1:191.154 | 219:166.926      |
| 2002 | 822.745   | 178:135.295      |
| 2003 | 881.056   | 187:595.062      |
| 2004 | 1:220.046 | 296:546.835      |

| Any  | Bitllets venuts i abonaments |
| ---- | ---------------------------- |
| 2000 | 277.073                      |
| 2001 | 244.427                      |
| 2002 | 383.339                      |
| 2003 | 547.550                      |
| 2004 | 464.449                      |
| 2005 | 532.747                      |
| 2006 | 695.607                      |

##### Aeroports
A l'Uruguai hi ha aproximadament 64 aeroports o aeròdroms secundaris, dels quals nou tenen pista d'aterratge pavimentada, sent els altres cinquanta-cinc aeròdroms secundaris o pistes d'emergència amb la pista sense pavimentar amb paviment lleu. Els dos més importants són l'Aeroport Internacional de Carrasco, ubicat al departament de Canelones, dins de la zona metropolitana de Montevideo, i l'Aeroport Internacional de Laguna del Sauce, al departament de Maldonado. L'Aeroport Internacional de Carrasco està en procés de construcció d'una nova terminal aèria la inauguració de la qual està prevista per a l'any 2009, que preveu destinar l'actual edifici a terminal de càrregues.

##### Navegació
Dins dels 450 km de costes sobre el Riu de la Plata i 220 km de costes marines s'ubiquen com a principals ports el Port de Montevideo, Colonia del Sacramento, Fray Bentos (en realitat, en l'extrem sud del riu Uruguai), Nueva Palmira, La Paloma, Piriápolis i Punta del Este.

#### Comunicacions

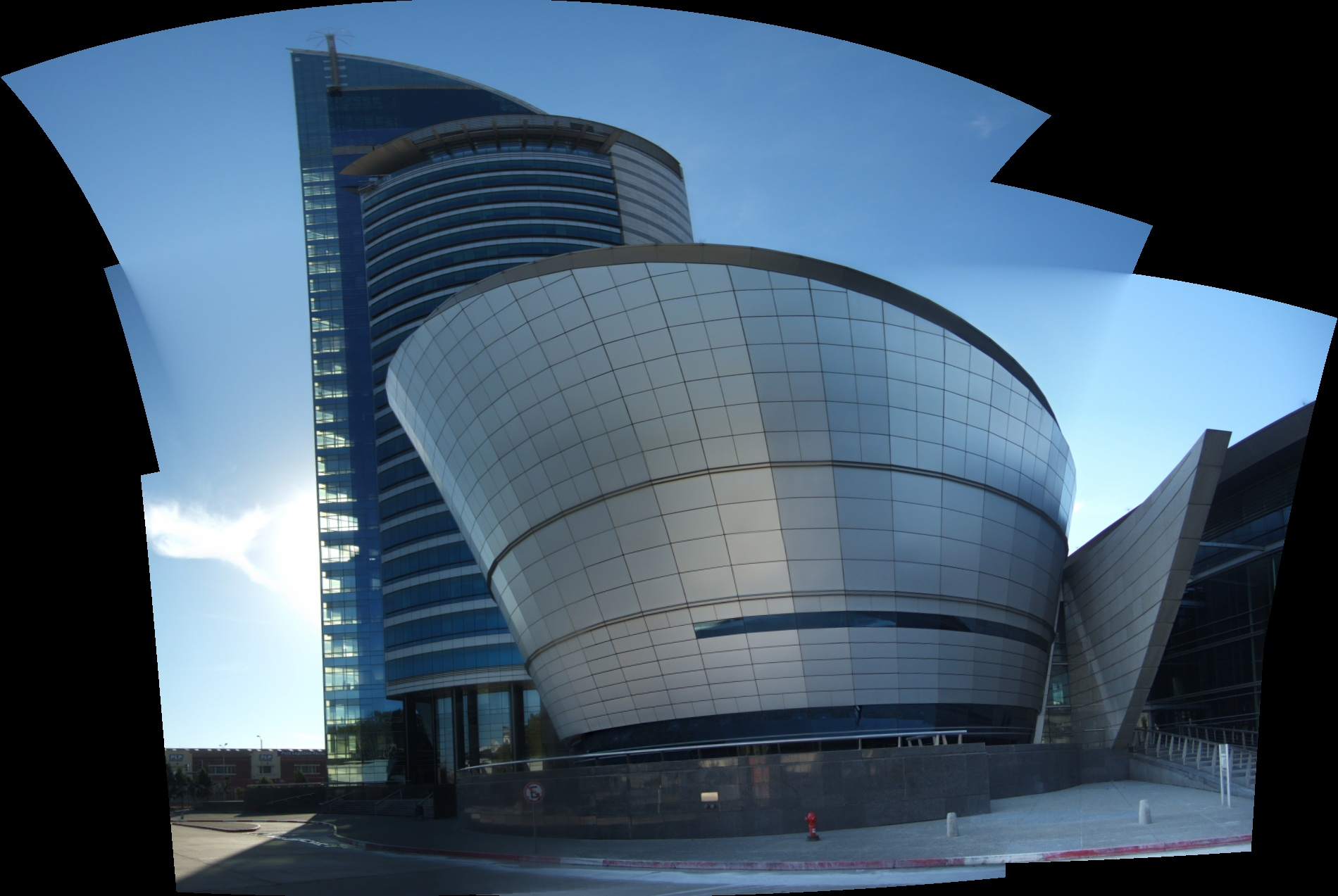
Torre Antel o Torre de les Telecomunicacions, a Montevideo.

A l'Uruguai la llibertat de premsa està emparada per la Constitució. Segons un estudi realitzat per Reporteros Sin Fronteras el 2006, el país ocupa la posició número 57 en l'índex de llibertat de premsa mundial, tercera a Sud-amèrica (després de Bolívia i Xile) i setena a Llatinoamèrica (després de Bolívia, Trinitat i Tobago, El Salvador, Costa Rica Panamà, i Xile).
Per cada mil habitants circulen 293 diaris, hi ha 603 radioreceptors, 530 televisions i 278 línies telefòniques. Tenint en compte una família de 4 persones de classe mitjana, en termes mitjans, totes gaudirien d'aquests béns.
Segons estimacions del 2005, a l'Uruguai hi ha 93 emissores de ràdio AM, 191 emissores d'FM, 7 d'ona curta i 62 emissores de televisió.
El 2007, el país va assolir la xifra d'un milió d'usuaris d'Internet.
El 2007, es va firmar un acord d'acceptació, per adoptar la norma de televisió digital europea, a diferència del Brasil, que va adoptar la norma japonesa.
Al país hi ha quatre canals importants d'emissió per aire:
- Saeta TV Canal 10 - el canal uruguayo
- Canal 4 Montecarlo TV
- Canal 5 Televisión Nacional (canal estatal)
- Canal 12 La Tele

A aquests cal afegir-hi els canals de l'interior del país i els seus repetidors; així com la televisió per cable i satel·lit.
El sistema telefònic uruguaià és 100% digital des de 1997, gràcies als esforços per millorar de l'empresa monopolista estatal de telecomunicacions, ANTEL. L'Uruguai va ser el primer país a tota Amèrica (inclosos els Estats Units) a tenir aquest estatus.

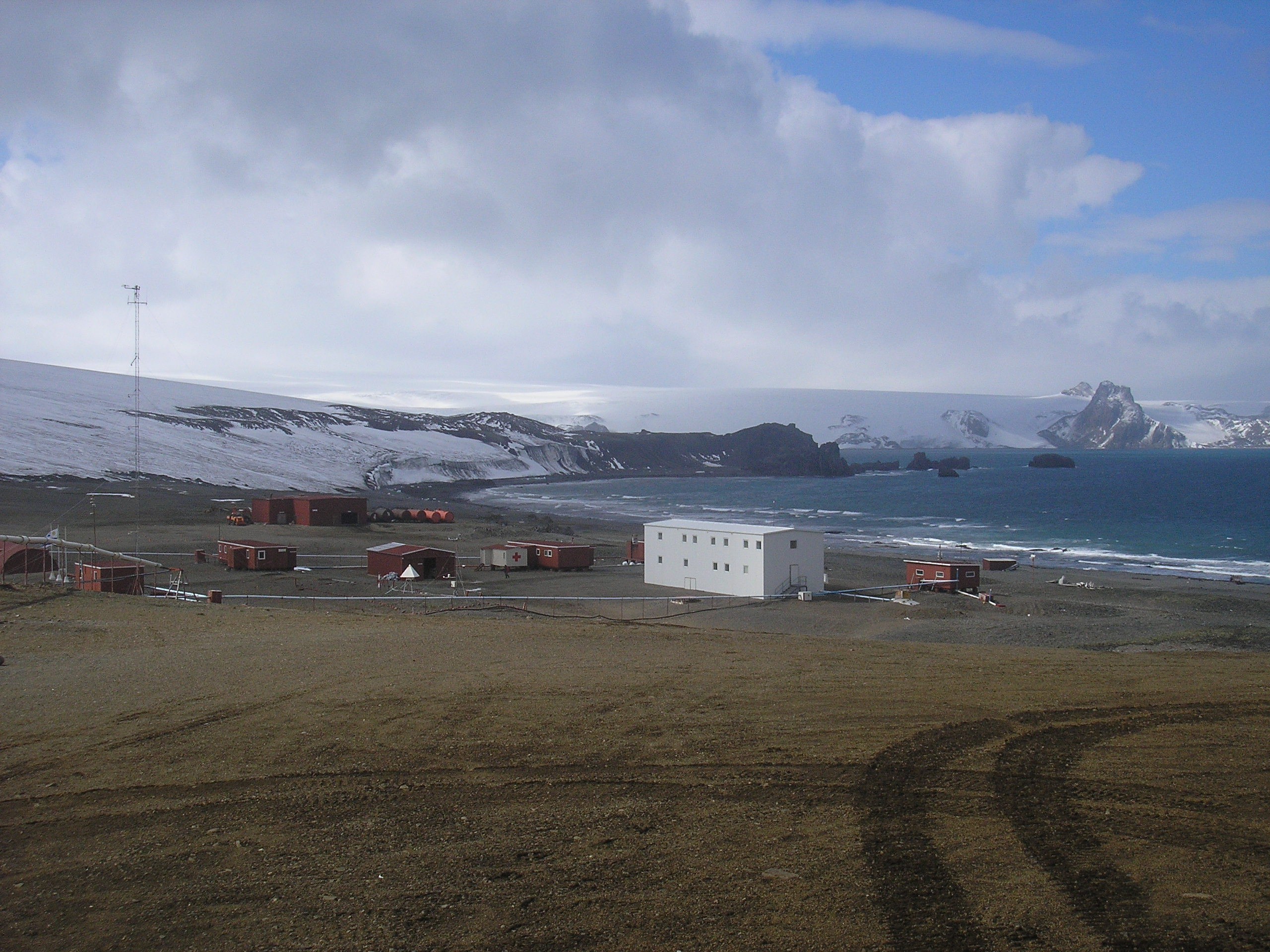
Vista de la Base Científica Antàrtica Artigas (Uruguai), Illes Shetland del Sud.

A l'Uruguai hi ha més d'un milió de telèfons fixos, 27,84 línies per cada 100 habitants, cosa que constitueix la densitat més alta en telefonia fixa de Llatinoamèrica. La meitat del sistema telefònic es troba a Montevideo (00.598.2.XXX.XXXX).
La telefonia cel·lular (09X.XX.XX.XX) es divideix en tres empreses, una de pública dependent d'ANTEL, denominada ANCEL (099.XX.XX.XX i 098.XX.XX.XX), i dues de privades: Movistar (094.XX.XX.XX i 095.XX.XX.XX) i CTI Móvil (096.XX.XX.XX). Actualment l'Uruguai experimenta el boom de la telefonia cel·lular, i més de dos milions d'habitants disposen de telèfon mòbil, dos terços de la població total.
L'Uruguai és, així mateix, el primer país d'Amèrica on es poden enviar missatges de text amb veu a través del telèfon mòbil, una cosa que només es troba patent en alguns països d'Àsia i Europa.

#### Tecnologia
La indústria de tecnologies de la informàtica és puixant a l'Uruguai. Els principals exponents són els productes GeneXus (Artech), Bantotal (DeLarrobla i associats) Memory. La indústria del programari és una de les majors exportadores del país. I malgrat les dificultats de la zona, aquesta indústria és una de les que presenta un creixement més gran i un futur més prometedor, sent l'única indústria amb desocupació zero a tot el país. Un dels projectes privats més importants dels últims anys ha estat "Zonamerica".
Actualment, l'Uruguai s'ubica com el primer exportador de programari per capita de tota la regió.

## Geografia humana i societat

### Demografia

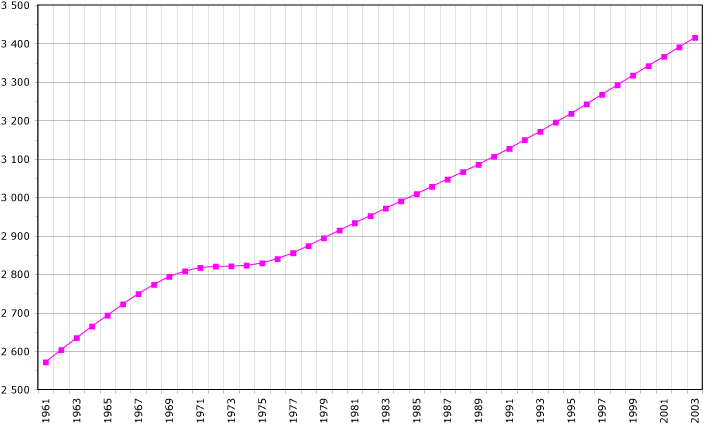
Quantitat d'habitants 1961 - 2003. Font FAO. Nombre habitants en milers.

El 88% de la població uruguaiana és d'ascendència europea, principalment d'Espanya, i més d'un quart de la població és d'origen italià. D'aquests, 55.220 tenen nacionalitat italiana o són ciutadans italians. En tercer lloc es troben els descendents de francesos i d'armenis. Els mestissos representen el 8% de la població, la població d'ascendència indígena el 6,4%, i la població d'ascendència africana el 4%. L'Uruguai té un alt grau d'alfabetisme, el més alt de Llatinoamèrica, i la distribució de la riquesa és molt equitativa. La taxa de creixement és de les més baixes d'Amèrica i l'esperança de vida de les més altes. Es calcula que hi ha un grau d'analfabetisme del 2%, i que l'esperança de vida està al voltant dels 74 anys.
L'església i l'estat estan clarament separats. El 46% de la població es considera catòlica romana, l'11% és protestant, i el 2% professa la religió jueva, l'1% una altra religió. El 40% diu no tenir cap religió.

### Emigració i immigració

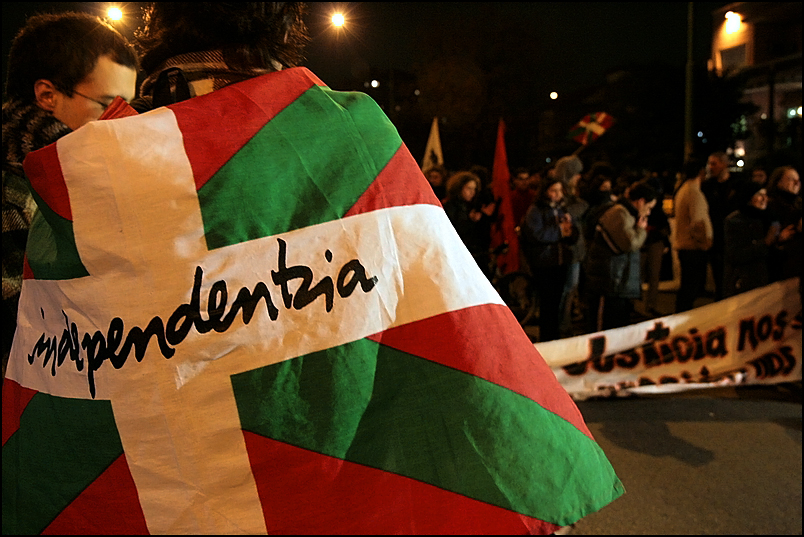
Independentistes bascos a Montevideo.

L'emigració uruguaiana és un factor innegable de tota la seva història. Des de la seva independència, el 1830, Uruguai ha estat un país d'emigrants, i també va ser una nació receptora d'immigrants, i ho segueix sent en menor mesura que abans (sobretot de ciutadans argentins, brasilers i peruans). El país va tenir el seu moment d'economia estable i de prosperitat financera a mitjan segle xx, per la qual cosa se'l va conèixer com la "Suïssa d'Amèrica". Els principals grups d'immigrants que van arribar al port de Montevideo, entre 1850 i 1940, provenien principalment d'Espanya, sobretot de Galícia, Astúries, Andalusia, Aragó i Canàries (vegeu Emigració espanyola); però també d'Itàlia, i en menor quantitat, de França, Alemanya, Polònia, països asiàtics i Europa de l'Est. El període durant el qual el país va rebre més estrangers va ser el del franquisme -per als procedents d'Espanya- i el de les guerres europees. El 2001 hi havia 52.353 espanyols residents a l'Uruguai, xifra que ha baixat a 40.720 el 2007, cosa que converteix el país en el desè del món amb major població espanyola.
Pel que fa a l'emigració, molts espanyols que vivien a l'Uruguai han tornat al seu país d'origen per diversos motius, entre els quals la crisi que va afectar l'economia el 2002 i 2004. D'altra banda, els països triats per la majoria dels uruguaians per viure i treballar són Espanya, Itàlia, Estats Units, el Brasil, Canadà, els d'Europa Occidental, en general, i l'Argentina, que, amb més de 110.000 censats, és el país amb major percentatge de residents uruguaians.
Segons dades de l'INE, actualment resideixen a Espanya 55.480 uruguaians: 28.304 homes i 27.176 dones, dels quals 24.363 tenen nacionalitat espanyola. Les comunitats autònomes amb major quantitat de ciutadans de l'Uruguai són Galícia, Canàries, Catalunya, País Basc, País Valencià, Madrid i Andalusia.
A Catalunya resideixen 17.954 uruguaians, dels quals 6.000 tenen nacionalitat espanyola. Al País Valencià n'hi ha 9.246, a les Illes Balears, 5.217, i a Andorra, 250.

### Influència dels immigrants europeus a l'Uruguai

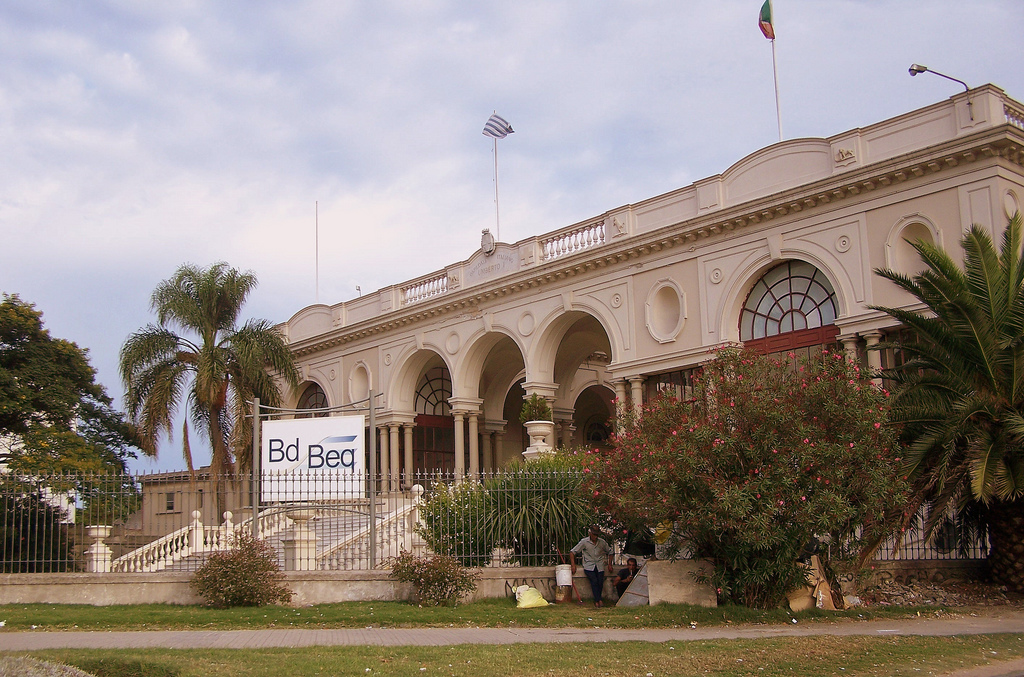
L'Ospedale italiano Umberto I, a Parque Batlle, Montevideo.

Uruguai té la major proporció de població caucàsica d'Amèrica (per davant del Canadà, EUA i l'Argentina). La població del país es constitueix essencialment a partir de l'aportament de grups d'immigrants. Els pobles indígenes originals han desaparegut, i això és degut principalment a un sistemàtic extermini dut a terme durant el segle xix, de manera que en l'actualitat la immensa majoria dels uruguaians són descendents d'espanyols i italians, seguits de francesos, alemanys, polonesos, brasilers, argentins, i d'altres països europeus i llatinoamericans (85% aproximadament), amb petites minories de mestissos, negres, jueus i àrabs (15% aproximadament).
Molts europeus, sobretot d'Espanya i Itàlia, van buscar refugi a l'Uruguai durant el franquisme i les dictadures militars de mitjan segle xx. Entre ells destaquen els catalans Margarida Xirgu, actriu, i l'arquitecte Antoni Bonet; Enriqueta Compte y Riqué, mestra barcelonina; i il·lustres famílies de Catalunya, Galícia i Itàlia, que van realitzar importants contribucions per al desenvolupament econòmic, polític i social del país. La família Batlle, oriünda de Sitges, donaria quatre presidents a l'Uruguai en tres segles. José Batlle y Ordóñez, fill de Lorenzo Batlle y Grau, que va separar l'església de l'Estat, va modernitzar el país i el va portar a un període de prosperitat financera que li va valer el nom de la "Suïssa d'Amèrica".
El matrimoni Pereira-Rossell va fundar l'hospital públic que avui porta el seu nom, a Montevideo. Emilio Reus, empresari madrileny, va invertir molt capital en la construcció de nous habitatges destinats al comerç i la residència. El pintor Joaquim Torres-Garcia, fill de pare català, va ser una de les icones artístiques més importants de l'Uruguai -i de Catalunya- al llarg del segle xx. Hi ha també un Casal Català a Montevideo, on es va celebrar el Congrés de Catalans de les Repúbliques del Plata el 1936.
La construcció d'un hospital italià anomenat Rei Umberto I, a començaments del passat segle, deixa entreveure la influència de la col·lectivitat italiana a Montevideo. De la mateixa manera, els gallecs, considerats el grup d'immigrants més nombrosos, amb 36.000 persones, al costat dels asturians (actualment n'hi ha 3.000 a l'Uruguai), van fundar la "Casa Galícia", amb servei mèdic i hospitalari que atén pacients que, majoritàriament, són d'aquest origen.
D'altra banda, la implementació de la llengua italiana com a assignatura obligatòria en els plans educatius de batxillerat d'humanitats, operativa des de la dècada de 1950, fa veure la influència que els immigrants d'aquest país van exercir sobre la cultura local. A més, nombrosos comerços com gelateries, pizzeries, fleques, i fàbriques de pastes casolanes van començar a tenir un bon funcionament. Sense anar més lluny, tots els 29 de cada mes té lloc el dia del gnocchi (pasta feta a base de patata). També en l'àmbit gastronòmic, destaca l'influx d'altres cultures sobre la local; tal és el cas dels pans i les espècies catalans; la confiteria gallega, i els vocables francesos de rebosteria en termes com chantilly, en comptes de nata.
Tres grans escriptors francesos dels segles XIX i XX van néixer a l'Uruguai: el Comte de Lautréamont, Jules Laforgue, i Jules Supervielle. A més, polítics com Daisy Tourné, actual ministra de l'Interior, Julio María Sanguinetti, Luis Giannattasio, i molts d'altres, denoten cognoms francesos i italians.
Finalment, i quant a toponímia, molts pobles de l'interior de l'Uruguai fan referència al lloc d'origen dels seus fundadors. Cardona, al departament de Soriano (per la localitat catalana del mateix nom), costa del Catalán, Arroyo Catalán i Adral (per Adrall, poble de la província de Lleida), Toledo, Grutas de Salamanca, Nuevo París, Rambla d'Euskal Erria, Colonia Valdense, Colonia Piamontesa i Nueva Helvecia (comunitat suïssa).

### Llengües parlades

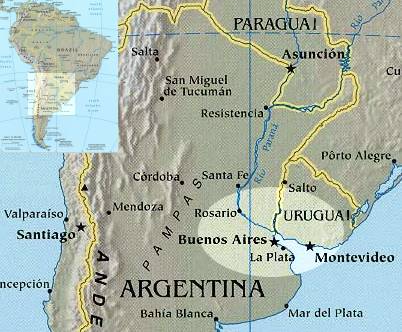
El castellà riuplatenc és el dialecte castellà parlat a l'Argentina i a l'Uruguai.

La llengua oficial, i la que es fa servir en el govern i en totes les entitats i institucions estatals, és el castellà. Tanmateix, la constitució de l'Uruguai no especifica res sobre això, per la qual cosa el castellà és la llengua de facto. Dins d'aquest idioma, predomina la varietat dialectal coneguda com a espanyol o castellà "rioplatense", que és també parlat a bona part de l'Argentina, especialment a Buenos Aires i voltants. A més, hi ha un argot, molt col·loquial, parlat també a l'Argentina, que es diu lunfardo, i té elements gramaticals del castellà però també de l'italià.
És predominant l'ús del vos, en oracions com: ¿vos qué hacés? o ¿cómo andás vos?, en comptes de ¿qué haces tú? o ¿cómo estás? L'accent recau gairebé sempre sobre l'última síl·laba. Les paraules que s'escriuen amb z, com caza, sovint es pronuncien amb s (per exemple: casa). El "yeísme", que consisteix en l'exageració de la ll o la y, pronunciant paraules com llave com shave, és molt freqüent.
A causa del passat històric i la manca de límits geogràfics concrets amb el Brasil, molts uruguaians que viuen en pobles o ciutats de la frontera, parlen castellà i portuguès o una barreja d'ambdós, el que es coneix com a portuñol riverense o fronteiriço.
En el passat, hi solia haver un bon grup de persones que parlaven l'italià o el francès com a primera llengua, però s'ha anat perdent amb el temps i amb la cessació de la immigració europea a Amèrica en les últimes dècades. També existeix una minoria considerable que parla català (i valencià), rus, jiddisch, cors, alemany, guaraní, lituà, portuguès i plautdietsch.
Hi ha una llengua de signes uruguaiana per a les persones sordes.

### Salut

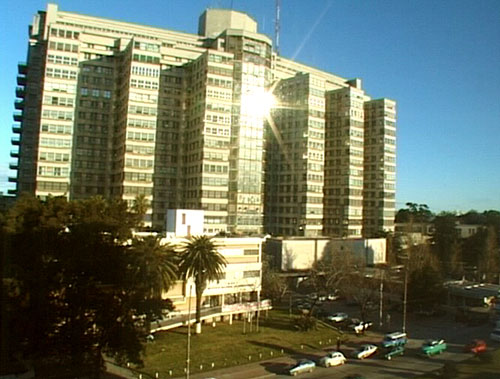
Hospital de Clínicas de Montevideo.

L'Uruguai compta amb un sistema de salut mixt (públic i privat). El Ministeri de Salut Pública (M.S.P.) és el responsable de normalitzar, avaluar i fiscalitzar l'atenció a la salut a tot el país, tant per a l'assistència pública com privada.
Segons l'Institut Nacional d'Estadística de l'Uruguai, el 2006, el 97,2% de la població que viu en localitats de 5.000 o més habitants disposa d'algun tipus d'assistència mèdica, mentre que el 2,8% ha registrat l'absència total de drets per a l'assistència de la seva salut.
Aquest mateix estudi va revelar que pràcticament el 46% de la població es troba afiliada a una institució d'assistència mèdica privada, mentre que el 42% rep assistència a través del Ministeri de Sanitat Pública o l'Hospital de Clíniques (gestionat per la Universitat de la República). Dels afiliats a les institucions privades, més de la meitat (24,4%) compta a més amb servei d'emergència mòbil, mentre que només el 4,8% dels usuaris de salut pública hi compten.
Els recursos humans constitueixen un dels principals punts favorables en la salut a l'Uruguai, ja que segons un informe realitzat el 2006 per l'Organització Mundial de la Salut, el país ocupa la segona posició d'Amèrica Llatina en el nombre de metges per habitant (3,65 per cada mil habitants) després de Cuba, amb 5,91.
Uruguai és l'únic país d'Amèrica Llatina que ha aconseguit una cobertura gairebé universal d'accés a aigua potable segura i a un sanejament adequat, amb alts nivells de qualitat de serveis (per a accés a aigua potable vegeu i per a sanejament vegeu). Atesos aquests èxits, la prioritat actual del govern és ampliar-ne l'eficiència, així com l'accés al servei de clavegueram en zones on no se'n disposa.

#### Estadístiques
- Esperança de vida en néixer (est. 2006):[49]
  - Població total: 76,33 anys
  - Homes: 73,12 anys
  - Dones: 79,65 anys
- Mortalitat materna:[80] 11 cada 100.000 naixements
- Mortalitat infantil: 12,7 per mil (2005)[46]
- Mortalitat menors de 5 anys:[80] 18.1 por 1.000
- Alfabetisme: 97,7% (2006)[81]
- Consum de calories diàries: 2.862 per cápita
- Aigua potable:[82] 98%

### Educació

#### Resum general
Són principis fonamentals de l'educació pública uruguaiana el laïcisme, la gratuïtat i l'obligatorietat, tal com van ser proclamats per José Pedro Varela.
A l'Uruguai la població té accés a educació gratuïta des del primer nivell de preescolar fins a la secundària. El país compta amb una universitat pública, la Universitat de la República, integrada per diverses facultats i serveis annexos. Aquesta oferta educativa es veu complementada per institucions d'educació privada que inclouen des de l'educació preescolar fins a la terciària.
Un dels èxits del sistema educatiu uruguaià és la seva elevada taxa d'alfabetització, la més alta d'Amèrica Llatina, al voltant del 98%, seguida de la de l'Argentina i Cuba (97%).

#### Estadístiques
Alfabetisme (est. 2003):
- Població total: 98%
- Homes: 97,6%
- Dones: 98,4%

Taxa neta d'inscripció escolar:
- Primària total: 93%
- Homes: 93%
- Dones: 93%

Secundària:
- Homes: 77%
- Dones: 92%

Universitat: 35%
Docents de primària: un de cada 21 estudiants.
A l'Uruguai hi ha col·legis i instituts públics (finançats per l'Estat) i privats. El primer jardí d'infants del país -i de l'Amèrica del Sud- va ser fundat el 1892 per la mestra uruguaianocatalana Enriqueta Compte y Riqué. L'educació primària, d'altra banda, va des dels 6 als 11 anys i és de caràcter obligatori. Els alumnes de les escoles públiques han de vestir un uniforme que representa els colors de la bandera nacional: túnica blanca i una corbata de llacet blava ajustada al coll. Als col·legis privats, tanmateix, es fa servir l'uniforme distintiu de cada institució.
Els estudiants d'educació secundària (dels 12 als 14 anys) i de batxillerat (dels 15 als 17 anys) que estudien en instituts públics, en general no han de vestir uniforme, si bé s'exigeix certa formalitat. Finalment, el batxillerat a l'Uruguai dura tres anys: un primer any comú i dos anys en què l'alumne cursa orientacions al seu gust, és a dir, humanitats, ciències, biologia o arts, segons que hagi triat. L'últim any de batxillerat, al seu torn, es divideix en opcions dins de l'orientació elegida el curs anterior: dret, economia, enginyeria, arquitectura, medicina i agronomia. A final de curs es realitzen exàmens obligatoris de gairebé totes les matèries, a excepció de les poques que es poden aprovar si s'assoleix una mitjana de 7 (d'1 a 12) en finalitzar l'any acadèmic.

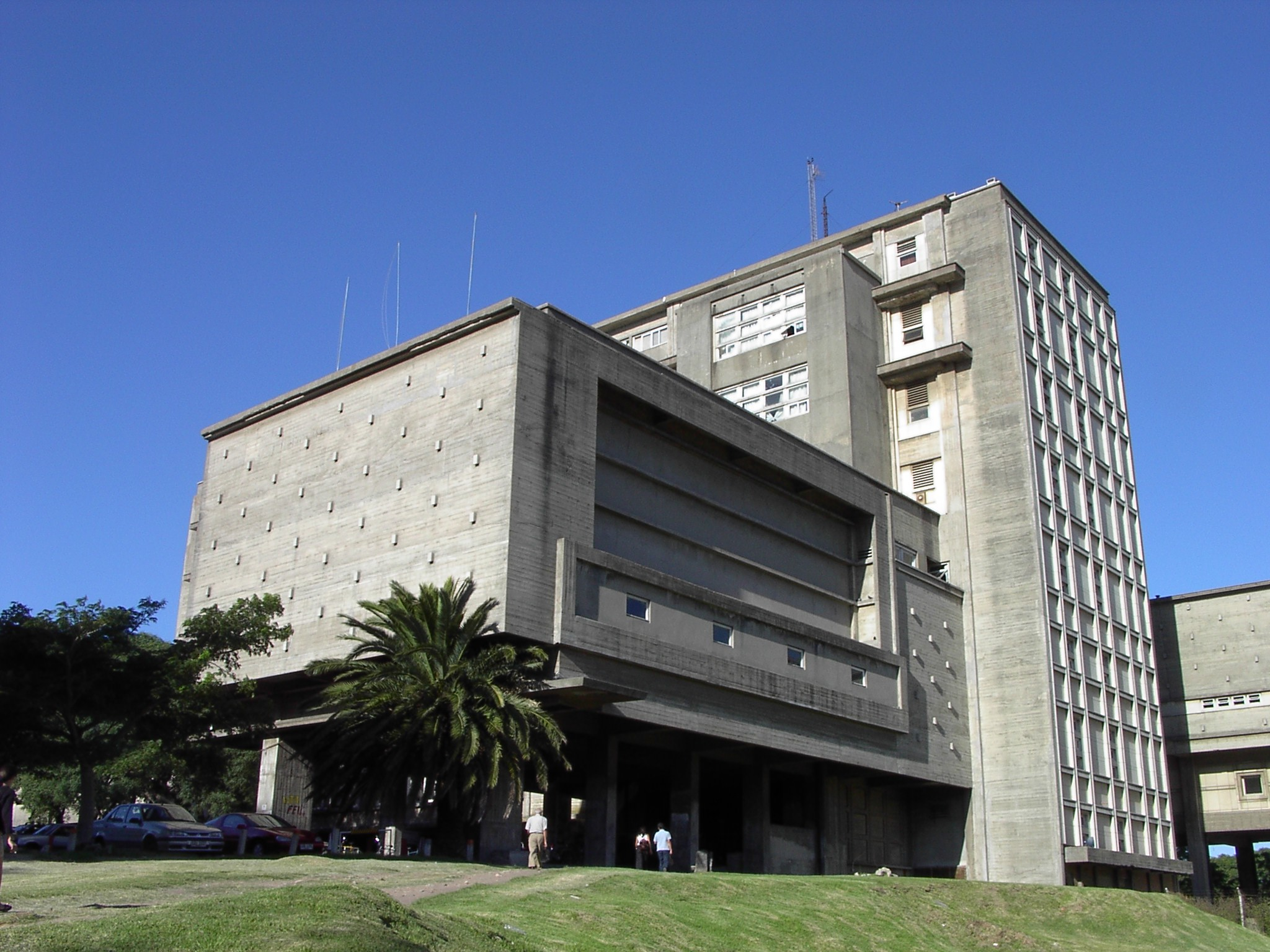
Facultat d'Enginyeria, a Montevideo (disseny de Julio Vilamajó).

#### Universitats públiques
En l'àmbit públic, l'única universitat a l'Uruguai és la Universitat de la República, dedicada a brindar carreres professionals. Per atorgar carreres terciàries i tècniques hi ha la Universidad del Trabajo de Uruguay (UTU).

#### Universitats privades
A partir de 1985, comencen a fundar-se universitats privades, essent la Universidad Católica del Uruguay la primera d'elles.
- Universidad Católica del Uruguay
- Universidad ORT Uruguay
- Universidad de Montevideo
- Universidad de la Empresa
- Instituto Universitario Autónomo del Sur

## Cultura i oci
La cultura de l'Uruguai té les seves arrels en nombroses tradicions i orígens diversos. D'una banda, la cultura que va deixar el passat indígena del país, abans de l'extermini dels indis natius. Per una altra, l'enorme i important influència europea de finals del segle xix i fins a començaments i mitjans del segle xx. I, finalment, la influència d'origen africà que, encara que és minoritària, va tenir i té el seu espai en els costums uruguaians.

### Herència ameríndia

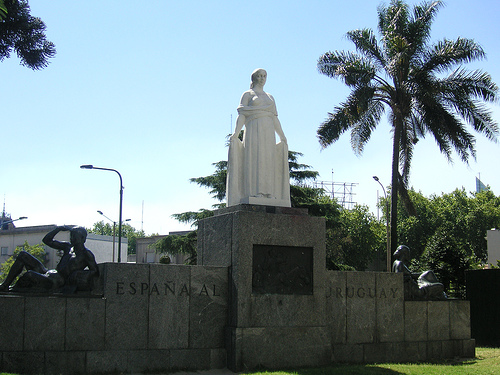
Homenatge a Espanya, a Montevideo. La verge representa la mare pàtria.

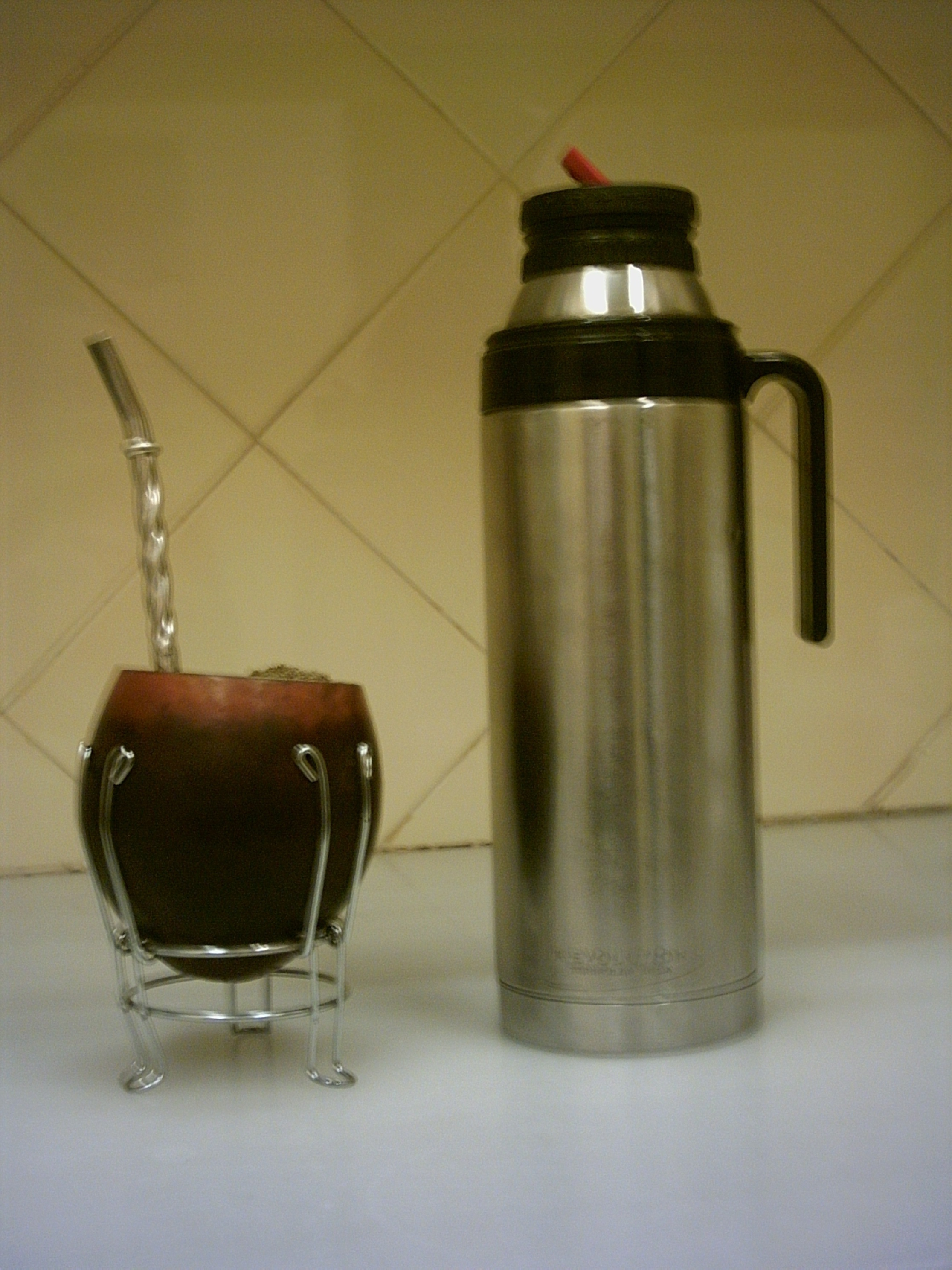
Mate, la beguda nacional de l'Uruguai.

El territori que actualment inclou l'Uruguai estava poblat, en el passat, per tribus indígenes que, després de l'arribada dels colons europeus, es van veure fortament amenaçats. Les ètnies més conegudes són els xarrues -dels quals s'ha heretat el gentilici per als nascuts al país-, els guaranís, els chanás i els tapís.
En el cas dels indis xarrues, l'Uruguai ha heretat alguns localismes que s'han incorporat a la manera de parlar de molts ciutadans. Per exemple, es diu que la paraula gurí o gurís, el plural de la qual és gurises, que es refereix a "petit" o jove de curta edat, és una paraula d'origen xarrua.
Tanmateix, a causa de la matança total i indiscriminada d'aquesta tribu a mans del primer president de la República, Fructuoso Rivera, no és possible establir amb exactitud fins a quin punt la societat actual i la xarrua tenen alguna cosa en comú. A excepció d'un monument en honor de l'últim xarrua caigut en el genocidi, Tacuabé, i dels petits estris i restes humanes que es conserven en museus de Montevideo, no queda res més d'aquest grup humà. Per acabar, el prenom masculí Tabaré, que és bastant comú en el país (com per exemple, el nom de l'expresident, Tabaré Vázquez), també és xarrua.
Els guaranís, que en aquella època habitaven bona part del territori de l'actual Uruguai, després de la invasió dels europeus van fugir, en canvi, a regions properes. Els que s'hi oposaven i feien front als atacs dels colons (com va ser el cas dels xarrues, i per això es parla de "coratge xarrua") eren afusellats o se'ls esclavitzava. Aquesta tribu, la guaraní, que avui habita en gairebé la totalitat del Paraguai i zones del nord de l'Argentina i el sud bolivià, va deixar moltes proves en la que aleshores fou la seva terra. Per començar, el nom de l'Uruguai (riu de l'"uru", petita au que habitava la zona; o "uruguá", riu dels cargols o els ocells pintats), així com els noms del Paraguai o Taragüí (a la província argentina de Corrientes), són d'origen guaraní. Altres topònims, com ara Tacuarembó, Iporá, Batoví, i la majoria dels que es concentren al nord del país són també de procedència guaraní.
Els chanás i els tapís van ser reduïts per l'Orde franciscà i es van convertir al catolicisme. Són potser els únics dos grups ètnics nadius que viuen en zones rurals de l'interior de l'Uruguai, en l'actualitat. Tanmateix, és important deixar clar que a causa que molts d'ells es van casar amb colons europeus, la seva descendència és criolla i mestissa, així com els seus costums.
Dels països veïns, és a dir, Argentina i Brasil, es va introduir un patrimoni cultural important. És possible que entre les tribus existís una espècie de contacte i fins i tot d'organització i intercanvi monetari o de matèries primeres.
Quan els colons espanyols i portuguesos van arribar a aquesta regió d'Amèrica, van trobar que l'ambient era hostil, la humitat era molt elevada, i el fred molt fort. Davant d'aquestes inclemències, i la dura feina de cacera i construcció que realitzaven els indígenes nòmades i sedentaris, els espanyols van haver d'esbrinar quin era el secret de tanta resistència pels nadius. Allà van descobrir una espècie d'arbre, que es conreava al sud del Brasil i a l'est del Paraguai, i van decidir fer plantacions extensives d'aquesta planta, a la qual el temps i la història han donat un lloc privilegiat a la regió.
Els efectes nocius, estimulants i curatius del mate (molt similars als del te tradicional), es van estendre ràpidament fins a arribar a l'Uruguai i l'Argentina. Els indis quítxues, llavors, van adaptar la yerba mate a la seva vida i en van dir "mañana" (vas o recipient) de l'espècie de carbassa allargada on es diposita l'herba i l'aigua calenta per beure el que s'ha anomenat "mate".
A l'Uruguai, a diferència d'altres països de la regió, el mate característic és el cimarrón. Se serveix en un recipient amb forma de carabassó, buidat, que pot ser d'un fruit que es fa servir per a això, o bé de fusta o metall. Es diposita el mate a l'interior del recipient, després de "curar"-lo (és a dir, després que s'hagi humitejat i hagi assolit un color i estat propicis per al seu bon ús), s'hi afegeix aigua calenta amb un termos o caldera, i s'hi col·loca una vareta metàl·lica, dissenyada i buidada, amb una petita reixeta que permet l'absorció de la infusió, i que es coneix localment com a bombilla. L'acte de servir mate, es coneix com a cebar.
El mate, que varia d'acord amb els gusts del consumidor, pot ser amarg, dolç (si hom hi afegeix sucre), cuit (bullit i servit com a te), amb llet, amb suc de fruites, amb pela de taronja o llimona, etcètera. El mate que més es consumeix a l'interior de l'Uruguai és el que se serveix en un recipient estret, en forma de galeta, i d'allà el seu nom: mate galleta, en castellà.
L'hàbit de beure mate és tot un costum i una tradició per als uruguaians. És tan important com el te per als anglesos o el cafè per als colombians. És la beguda nacional per excel·lència i, encara que es conrea al Brasil o el Paraguai, és el producte més consumit per la població.

### Herència europea

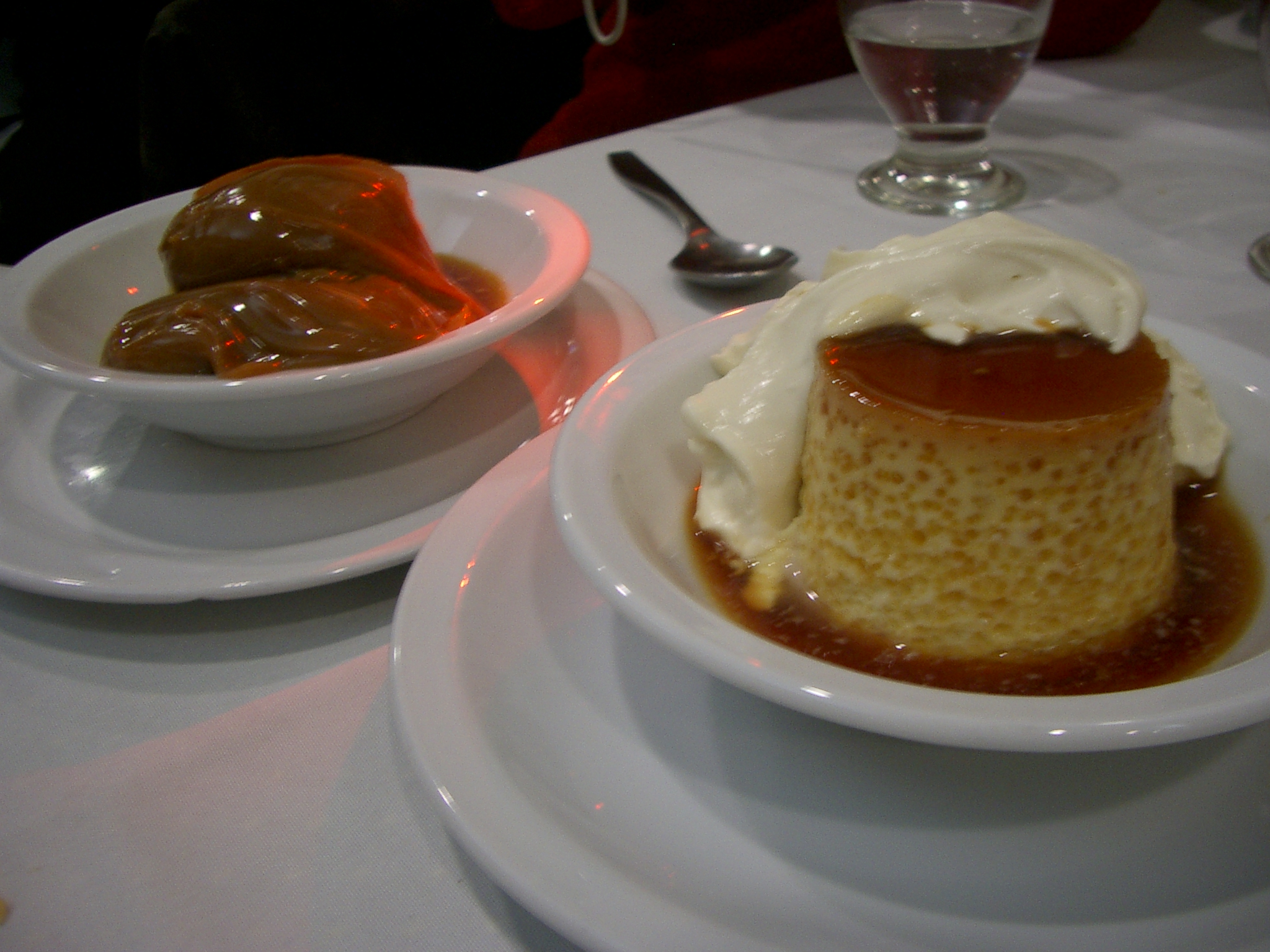
Flam amb dolç de llet.

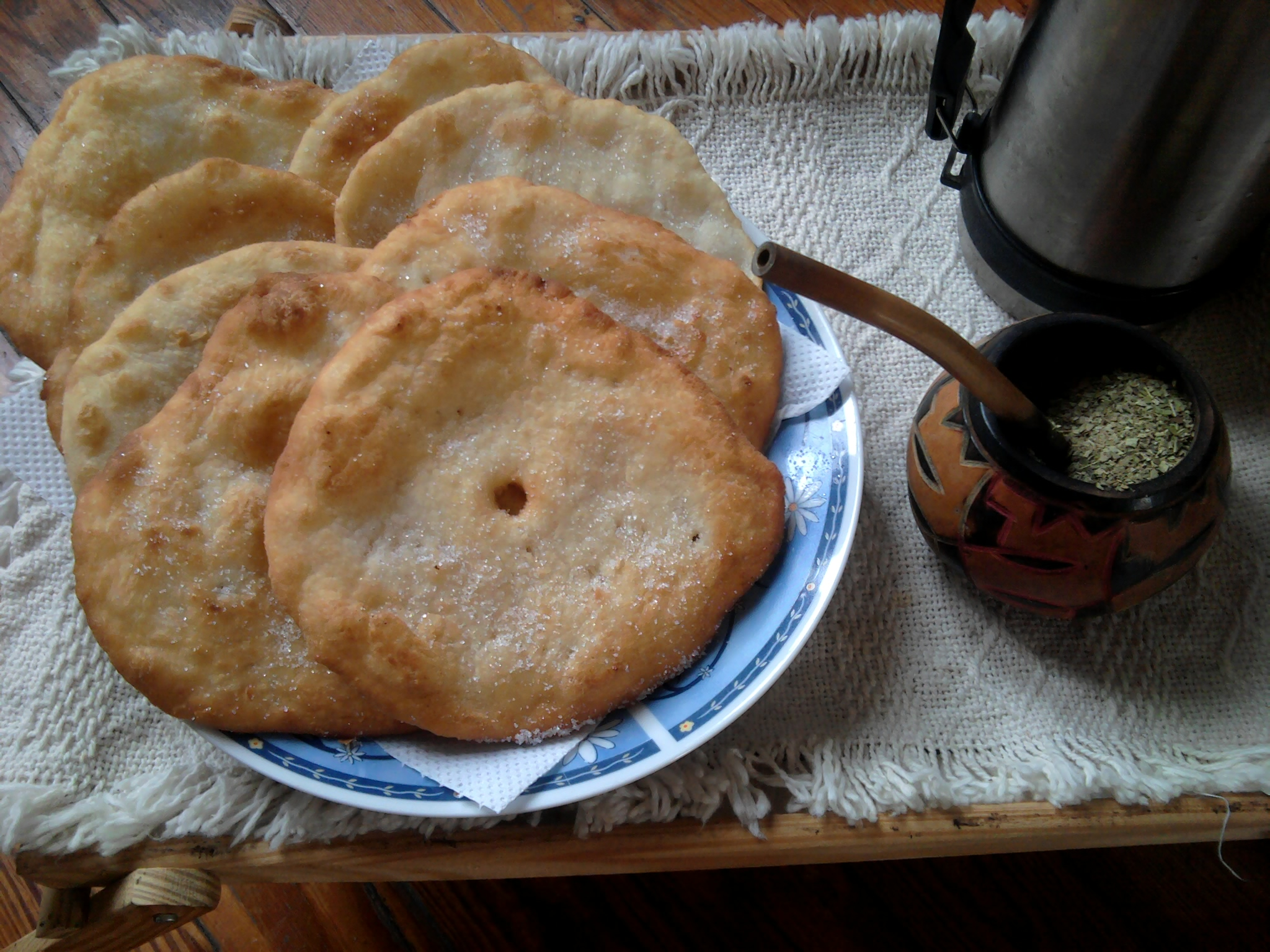
Torta frita.

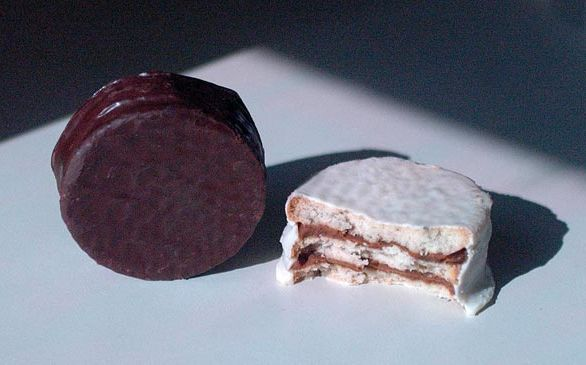
Alfajores de xocolata i sucre amb dolç de llet.

El patrimoni europeu va tenir lloc al segle xx. La seva influència es va veure reflectida en la construcció, els modes d'edificació, els hàbits i, sobretot, en la gastronomia. El país va ser un escenari acollidor per a les inversions d'acabalats empresaris alemanys i francesos i per a la residència i treball de molts espanyols i italians que fugien de la pobresa que assolava els seus països. Després de la Segona Guerra Mundial, l'Uruguai es va veure afavorit per la quantitat d'immigrants que van ingressar al país amb la intenció de treballar i de viure. Amb ells, van arribar els seus costums.
Els italians van obrir pizzeries, gelateries i fàbriques de pastes. L'escalopa espanyola, a l'Uruguai rep el nom de milanesa, perquè va ser introduïda pels italians. A més, hi ha la milanesa "napolitana", que té formatge i salsa de tomàquet amb una mica d'orenga. Els espanyols, i sobretot els gallecs i els asturians, van obrir fleques i carnisseries o modestos magatzems o bars. Es van introduir masses i pastissos gallecs de confiteria, empanades i paelles, mariscs i peix fresc. La truita espanyola va adquirir certa popularitat, mentre que l'olla andalusa, les espècies catalanes, l'arròs amb llet i les melmelades es van difondre a gran escala.
Els anglesos van introduir la primera marca de calçat del país, Champion, i per això als calçats esportius se'ls coneix com a championes. Els francesos es van dedicar als alts negocis i a la rebosteria i refineria, mentre que els alemanys van obrir fàbriques de begudes i processament de menjar.
Encara que existeix una gran controvèrsia sobre el tema, a causa de rivalitats locals, se sosté que el dolç de llet va ser creat a l'Uruguai, per esclaus africans al servei d'empresaris uruguaians o europeus. Tanmateix, també es diu que va ser portat a l'Uruguai i a l'Argentina pels portuguesos, si bé una quarta hipòtesi afirma que és d'origen andalús o que va ser creat en el camp argentí el segle xviii. El cert és que tant el dolç de llet com la llaminadura de xocolata o sucre, plena d'aquest dolç, i que es coneix com a alfajor, és molt característic del Río de la Plata i forma part del seu patrimoni gastronòmic, al costat de les coques fregides (o tortas fritas) de farina i greix boví en oli de gira-sol i que la tradició diu que s'han de consumir els dies de pluja.
L'Uruguai i l'Argentina també comparteixen el dia del gnocchi, en què cada 29 del mes, se serveix un plat d'aquesta pasta a base de patata, amb salsa de tomàquet o, en el cas de l'Uruguai, amb salsa de caruso o tuco de carn o pesto. A Colonia, d'altra banda, destaca la producció de formatges i melmelades casolanes d'origen suís.

### Altres costums
Quant a la gastronomia, l'Uruguai també destaca per la seva graellada, parrillada (o barbacoa). Els chinchulines, les entranyes, i tota mena de carn bovina, ovina i porcina, es consumeixen amb certa regularitat. És comú organitzar una "parrillada" (com un esdeveniment social) entre amics o familiars i consumir carn feta a la brasa o en una estufa de llenya. Un reguitzell de vins i altres begudes alcohòliques solen servir-se per a la sobretaula. En aquesta línia, la grappamiel uruguaiana (grappa italiana amb mel), se serveix com a beguda forta.
L'Uruguai ostenta, des del 13 d'abril de 2008, el rècord Guinness per haver rostit més de 12.000 quilos de carn bovina, entre més de 1.250 persones i en una graella de 1.500 metres. El país aconsegueix entrar així en el llibre Guinness dels rècords, pel rostit més gran del món.

### Ciència
La inversió en investigació no ha estat una característica de l'Uruguai. Generalment, han estat esforços aïllats d'algun centre com, per exemple, l'Institut d'Investigacions Biològiques Clemente Estable (IIBCE) o la Universitat de la República. Les principals investigacions són de l'àrea de la medicina, però també n'hi ha de matemàtiques, com la tasca realitzada per l'enginyer José Luis Massera.
Tot i així, el 1986, amb l'acabament de la dictadura militar, es crea el Programa de Desenvolupament de les Ciències Bàsiques (PEDECIBA), resultat d'un acord entre la Universitat de la República (UdelaR), el Ministeri d'Educació i Cultura i el Programa de les Nacions Unides per al Desenvolupament (PNUD), amb l'objectiu de la repatriació de científics i el començament dels postgraus i els doctorats en ciències bàsiques (Biologia, Informàtica, Física, Matemàtiques i Química). El primer director del PEDECIBA va ser el Dr. Roberto Caldeyro Barcia. Un altre esdeveniment important recent de la ciència uruguaiana és la fundació de l'Institut Pasteur de Montevideo, dependent de l'Institut Pasteur de França. El director d'aquest institut és el Dr. Guillermo Dighiero.
Cal destacar també l'enginyer uruguaià Eladio Dieste, reconegut internacionalment pel seu ús de la ceràmica armada.

### Música

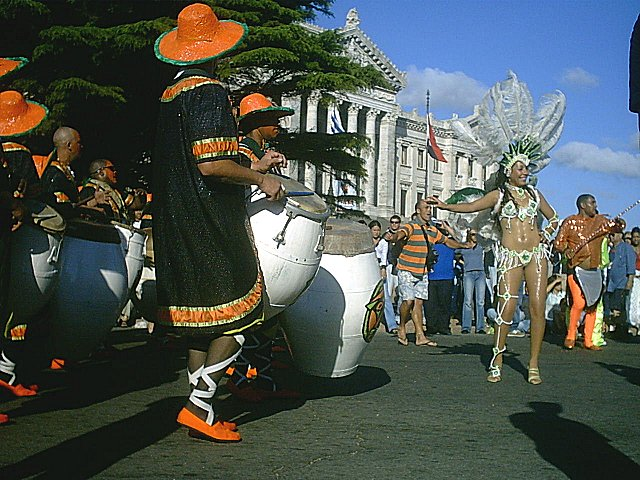
Dia del candombe (2006).

Referent a la música, el candombe representa un dels estils més representatius del país. Va ser introduït pels esclaus africans en l'època colonial i des de llavors s'ha tornat molt comú a tots els racons de la societat, tant entre negres com entre blancs o altres grups ètnics. Les famoses murgas, o les llamadas, organitzades per la col·lectivitat africana a l'Uruguai, celebren amb colors i tambors la clàssica festa i desfilada de disfresses, propera a la festa de carnestoltes -el més llarg del món amb 40 dies de durada- el mes de febrer. El tango, la milonga o la dansa del pericón són altres estils musicals uruguaians que barregen ritmes africans, criolls i colonials.
En l'actualitat, hi ha grups musicals que combinen ritmes llatins amb rock i pop. Entre els cantautors contemporanis destaquen Jorge Drexler, Jaime Ross, Rubén Rada, Pablo Sciuto, Natalia Oreiro, Pablo Estramín, i Alfredo Zitarrosa.

### Humanitats

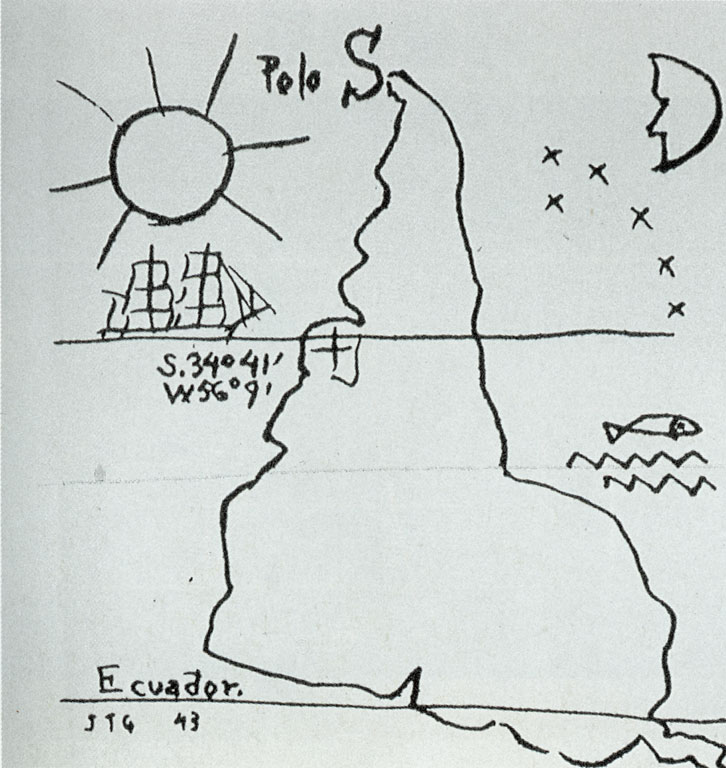
América invertida (1943), de Joaquim Torres-Garcia

En l'àmbit plàstic i literari, l'Uruguai va ser el bressol de grans talents artístics. Per començar, el pintor uruguaianocatalà Joaquim Torres-Garcia, al costat del seu compatriota Rafael Barradas, que va viure la major part de la seva etapa artística a Catalunya i Espanya, són grans icones de l'art avantguardista, a una i altra banda de l'Atlàntic. El museu en homenatge a Barradas a l'Hospitalet de Llobregat i la memòria a Torres-Garcia com un dels autors que van formar part de l'escenari artístic català es mantenen ben vigents. L'obra més popular de Torres-Garcia, almenys a l'Uruguai, és América invertida (1943). Un altre pintor uruguaià que va destacar fou Juan Manuel Blanes, autor de moltes obres que reflecteixen els fets històrics més importants de l'Uruguai, com ara el desembarcament dels Trenta-Tres Orientals (en el quadre El Juramento de los Treinta y Tres Orientales. Pedro Figari, d'altra banda, amb les seves pintures en aquarel·la i sense rostres expressius, va destacar pels seus escenaris sobre la societat i els costums uruguaians, entre els quals el candombe.
En el camp de les lletres, Juana de Ibarbourou, filla de bascs i més coneguda com a Juana de América, es va donar a conèixer a tot Llatinoamèrica amb els seus relats i la seva poesia. Delmira Agustini, de pares italians, va enamorar molts lectors amb la seva poesia sobre temes gòtics i va commoure tothom amb la seva mort primerenca, assassinada pel seu exmarit. Horacio Quiroga, nascut a Salto, va escriure contes i relats infantils, així com històries de por, terror, bogeria i mort; generalment és comparat amb l'escriptor nord-americà Edgar Allan Poe, tant per la seva forma d'escriure com pel seu tràgic final. Cal citar també Felisberto Hernández, que contribuí de manera molt singular a la literatura fantàstica llatinoamericana. Altres autors més contemporanis són José Enrique Rodó, Mario Benedetti, Juan Carlos Onetti, Eduardo Galeano, Bartolomé Hidalgo, Feliciano Sánchez o Carlos Liscano, que va escriure sobre la dictadura militar uruguaiana de la dècada del 1970, i altres autors promoguts per concursos literaris. Dins dels autors que van contribuir a la literatura francesa romàntica, destaquen Jules Laforgue i el Comte de Lautréamont. En l'espai contemporani, destaca l'assagista i crític, nascut a Montevideo, Jules Supervielle.
Quant a la filosofia, Carlos Vaz Ferreira va impulsar nombrosos projectes i va fundar la Facultat d'Humanitats de la Universitat de la República, a més d'implantar l'assignatura en els centres d'ensenyament secundari. La seva obra Fermentario, sobre la ciència i la pràctica, o l'abstracte i el mundà, en plans metafísics, van aportar un bon cabal de coneixement a la teoria filosòfica del segle xx.
En el teatre del segle xx va tenir un paper important l'obra de l'actriu uruguaianocatalana Margarida Xirgu, que va aconseguir revolucionar la comèdia nacional i va influir en les generacions posteriors d'actors. Les seves representacions al Teatro Solís de Montevideo li van valer fama i reconeixement.
En el cinema cal citar un altre català, Fèlix Oliver, pioner del cinema a l'Uruguai.

### Esports

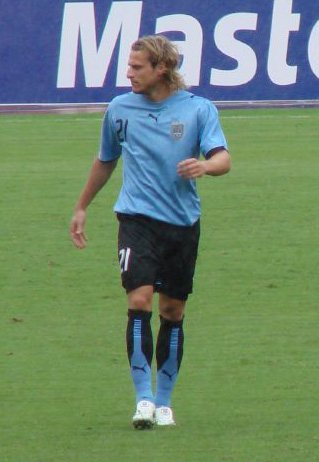
Diego Forlán amb la samarreta de la Selecció de Futbol de l'Uruguai.

L'esport amb més seguidors a l'Uruguai és el futbol. Històricament el futbol ha estat un element fonamental pel que fa a l'afermament de la "nacionalitat" uruguaiana i a la projecció internacional de la imatge de l'Uruguai com a país, a començaments del segle xx. "La celeste" (renom històric de la selecció uruguaiana, que sorgeix del color de la seva samarreta) va enlluernar Europa amb les seves presentacions olímpiques i es va guanyar l'admiració i el respecte de l'univers esportiu, col·locant al futbol sud-americà en la més alta consideració en una època en què el continent era encara ignorat al mapa internacional del futbol (i l'Uruguai, en particular, desconegut a tots els mapes, no només al futbolístic). L'Uruguai va guanyar dues medalles d'Or consecutives, als Jocs Olímpics (París 1924 i Amsterdam 1928), sent durant 80 anys l'únic país sud-americà a ocupar el màxim nivell olímpic, un honor compartit després amb l'Argentina des de Pekín 2008 i amb Brasil des de Río de Janeiro 2016.(vegeu Uruguai als Jocs Olímpics).
Uruguai ocupa el primer lloc en quantitat de copes Amèrica, amb 15, seguit per l'Argentina amb 14i pel Brasil, que en té 7. Pel que fa a títols mundials, l'Uruguai va aconseguir en dues ocasions la Copa del Món de Futbol (el 1930 i el 1950, sent aquest últim un èxit esportiu històric i un dels moments més dramàtics i inoblidables de la història del futbol uruguaià, la final coneguda des de llavors amb el renom del "Maracanazo". A nivell de clubs, Nacional i CA Peñarol, els dos principals equips uruguaians, han representat l'Uruguai de forma magnífica, obtenint-hi tots dos vuit Copa Libertadores de América i sis Copes Intercontinentals, a més d'una destacada llista (en quantitat i qualitat) de títols internacionals que els permeten ocupar, fins al novembre del 2006, la primera i la tercera posicions en el Rànquing de Clubs de la CONMEBOL (Peñarol 1094 punts, Boca Juniors 1023 punts, Nacional 960 punts).
Hi ha molts jugadors uruguaians que han format part de lligues espanyoles, italianes, i d'altres països europeus i asiàtics. Entre els més destacats en el futbol espanyol trobem Luís Suárez, del FC Barcelona; Diego Forlán, de l'Atlètic de Madrid; Pablo García, del Real Murcia; Walter Pandiani, de l'Osasuna, Ernesto Javier Chevantón, del Sevilla; i Fabián Estoyanoff del Real Valladolid Club de Fútbol.
Altres esports que gaudeixen de molta popularitat són el bàsquet i el rugbi, que han anat guanyant més adeptes, així com el ciclisme; en els Jocs Olímpics de Sydney 2000, Milton Wynants va guanyar una medalla de plata, tornant a posar l'Uruguai al medaller després de 36 anys.

### Festes
| Data           | Nom                                 | Nom local                        | Notes |
| -------------- | ----------------------------------- | -------------------------------- | --- |
| 1 de gener     | Cap d'any                           | Año nuevo                        | No laborable. |
| 6 de gener     | Epifania                            | Día de los niños                 | Laborable i inamovible. Anomenat popularment Día de Reyes |
| Data mòbil     | Carnaval                            | Carnaval                         | Laborable (dilluns i dimarts de la setena setmana anterior a diumenge de Pasqua). |
| Data mòbil     | Setmana Santa                       | Semana de turismo                | Laborable, excepte dijous i divendres. |
| 19 d'abril     | Desembarcament dels 33 Orientals    | Desembarco de los 33 Orientales  | Laborable. Si és dissabte, el diumenge o el dilluns: es commemora en l'esmentada data. Si cau el dimarts o el dimecres: es commemora el dilluns anterior. Si cau el dijous o el divendres: es commemora el dilluns següent. |
| 1 de maig      | Dia Internacional dels Treballadors | Día de los trabajadores          | No laborable. |
| 18 de maig     | Batalla de Las Piedras              | Batalla de Las Piedras           | Laborable. Si és dissabte, el diumenge o el dilluns: es commemora en l'esmentada data. Si és dimarts o dimecres: es commemora el dilluns anterior. Si és dijous o divendres: es commemora el dilluns següent.               |
| 19 de juny     | Naixement de José Gervasio Artigas  | Natalicio de José Artigas        | Laborable i inamovible. |
| 18 de juliol   | Jura de la Constitució              | Jura de la Constitución          | No laborable. |
| 25 d'agost     | Declaratòria de la Independència    | Declaratoria de la Independencia | No laborable. |
| 12 d'octubre   | Dia de la Raça                      | Día de las Américas              | Laborable. Si és dissabte, el diumenge o el dilluns: es commemora en l'esmentada data. Si és dimarts o dimecres: es commemora el dilluns anterior. Si és dijous o divendres: es commemora el dilluns següent.               |
| 2 de novembre  | Dia dels Fidels Difunts             | Día de los difuntos              | Laborable i inamovible. |
| 25 de desembre | Nadal                               | Día de la familia                | No laborable. Anomenat popularment Navidad. |

Notes:
- Arran de la naturalesa laica de l'estat uruguaià, les festivitats cristianes (Setmana Santa i Nadal) reben oficialment altres noms ("Semana de turismo" i Día de la familia). Tanmateix, excepte la Setmana Santa, són conegudes popularment pel seu nom cristià. Aquesta última és anomenada indistintament Santa, de Turisme, Criolla, o de la Volta Ciclista.
- En els anys en què hi ha canvi de comandament presidencial (els acabats en 0 o en 5), l'1 de març és firat no laborable.
- Els dies de descans no laborables són sempre inamovibles.

## Història

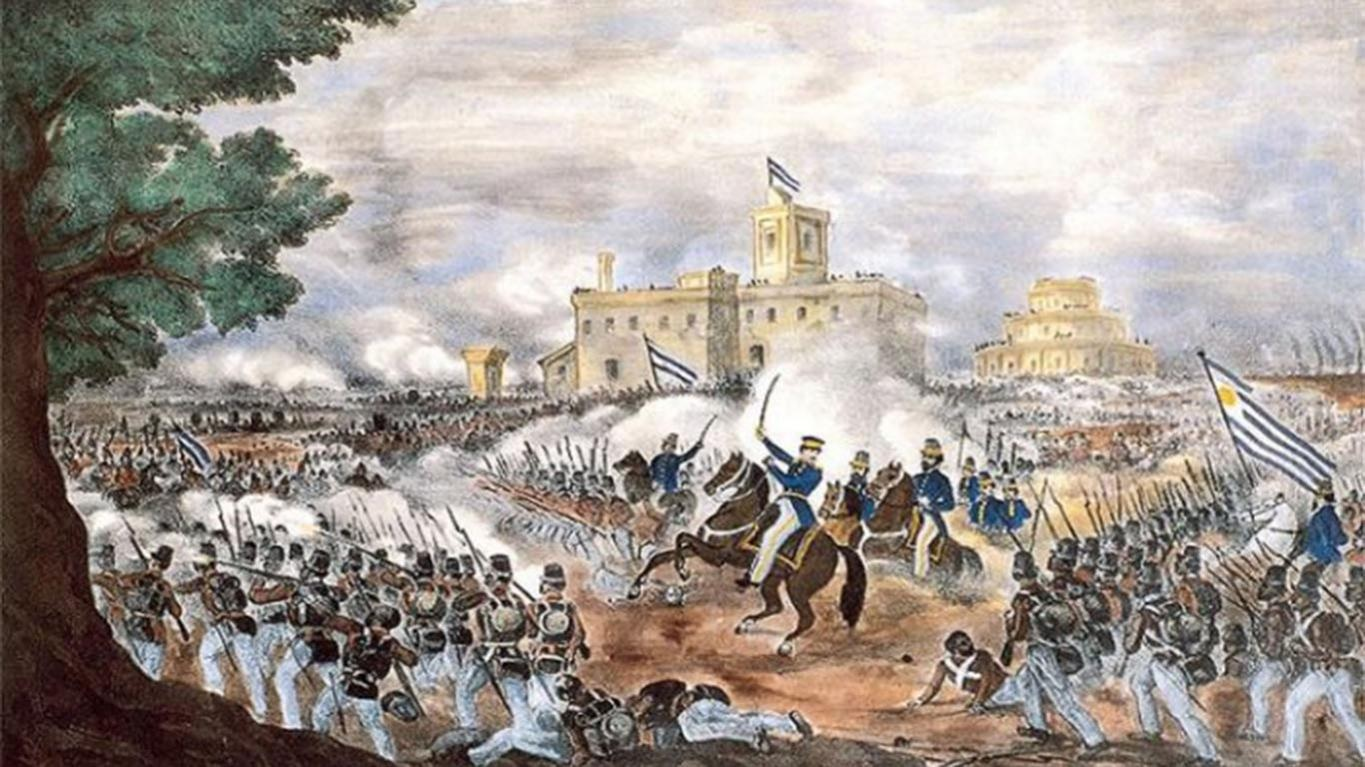
Batalla de Caseros.

Abans de les exploracions espanyola i portuguesa, el territori estava poblat per algunes ètnies indoamericanes nòmades, entre les quals destaquen els xarrues i els guaranís.
Els primers assentaments europeus van ser els de Villa Soriano, Colonia del Sacramento i Montevideo. Els espanyols s'hi van establir a partir del 1726, any en què es produeix la fundació de Montevideo, a causa de l'avanç de les tropes portugueses -i la consegüent fundació de ciutats- arreu de l'actual territori uruguaià.
La ciutat de Montevideo es va fundar amb caràcter militar i mercantil, i va ser una important plaça militar -al sud- dels dominis realistes de l'imperi Espanyol durant el segle xviii i el principal port de l'estuari de la Plata. La importància de Montevideo com a principal port del Virregnat del Riu de la Plata li va ocasionar en diverses ocasions enfrontaments amb la capital del virregnat, Buenos Aires.
El 1798 i entre el 1806 i 1807 es produeixen les invasions angleses. Les tropes de Montevideo i de Buenos Aires van repel·lir juntes els atacs de la flota anglesa (la primera comandada pel comodor Sir Home Riggs Popham i la segona per l'almirall Sir Charles Stirling) vinguda a conquerir els territoris del Plata. A la Revolució de Maig de 1810 i durant l'alçament revolucionari de les províncies del Plata, Montevideo es manté fidel a les autoritats espanyoles.
Al començament del segle xviii, van sorgir moviments d'independència a Sud-amèrica. El territori de la Banda Oriental -sota el poder de Buenos Aires-, i que era l'antic nom de l'Uruguai, va ser reclamat per l'Imperi del Brasil, influït per interessos de la corona portuguesa. El Brasil va annexionar el territori el 1821, després d'una invasió per part de Portugal el 1816, però l'Uruguai va declarar-ne la independència el 1825 i el 1828 -amb la Convenció Preliminar de Pau de Rio de Janeiro i amb interessos del Regne Unit- es va convertir en un país independent, sota tutela dels seus dos poderosos veïns fins a l'any 1830, quan adquireix la sobirania plena i absoluta.

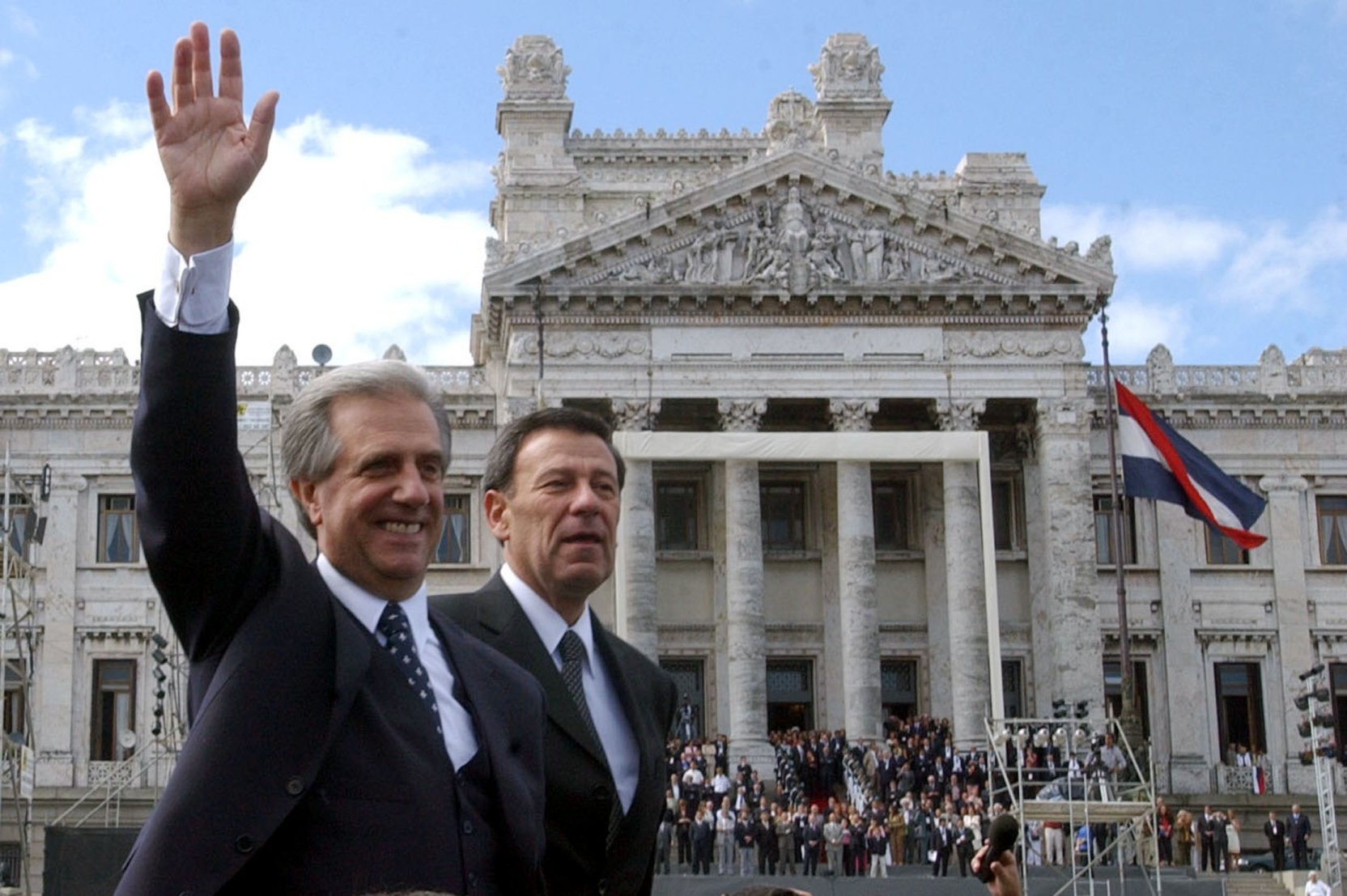
Tabaré Vázquez i el vicepresident Rodolfo Nin Novoa.

L'Uruguai va experimentar inestabilitat política i econòmica durant el segle xix. Després de la Segona Guerra Mundial l'economia es va col·lapsar en diverses ocasions i el govern va començar a perdre el suport ciutadà. Els Tupamaros, un grup radical d'esquerra, van reaccionar a la crisi amb violència i van provocar la repressió pel govern i la suspensió dels drets individuals. Finalment, el 1973, l'exèrcit va prendre el poder, donant inici a un període d'onze anys de dictadura militar en un país que havia estat una democràcia estable. El 1984 la democràcia va ser restaurada.
En les eleccions presidencials realitzades el 31 d'octubre de 2004 va resultar elegit Tabaré Vázquez, candidat per la coalició d'esquerra Encontre Progressista-Front Ampli-Nova Majoria amb el 50,6% dels vots, assolint la victòria en la primera volta i aconseguint un parlament amb majories absolutes. És la primera vegada en la història del país que un partit polític no tradicional, i d'aire socialista, accedeix al Poder Executiu.
En les eleccions municipals realitzades el 8 de maig de 2005, el Partit Nacional va obtenir deu intendències, la coalició Encuentro Progresista-Frente Amplio-Nueva Mayoría en va obtenir vuit, i el Partit Colorado en va obtenir una.
Pel que fa a les eleccions presidencials del 2009, el partit oficialista d'esquerra Front Ampli, va obtenir el govern sobre l'expresident Luis Alberto Lacalle, amb el triomf del tupamaro José Mujica.